# Judíos españoles y portugueses

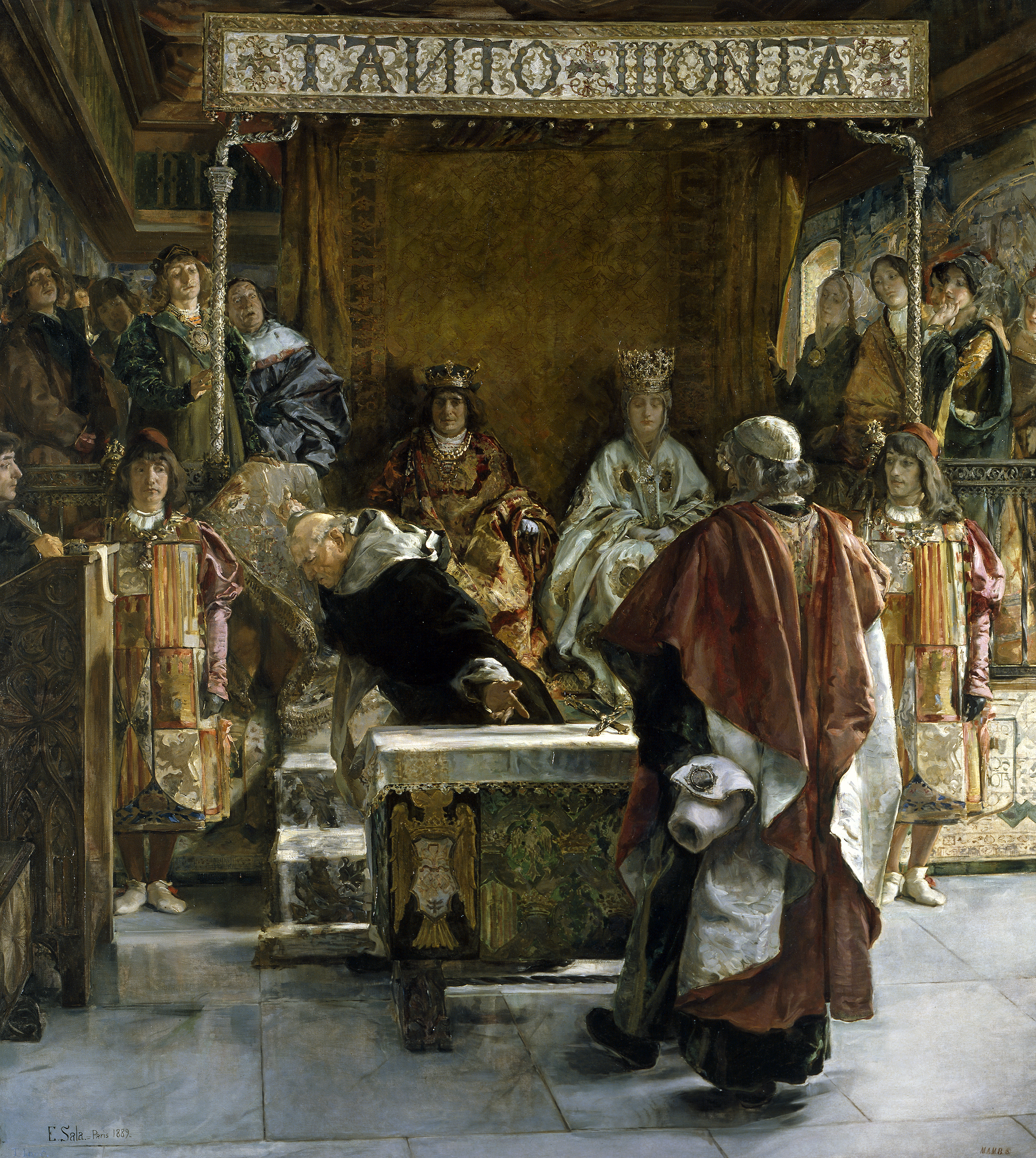
Expulsión de los judíos de España (año 1492), según Emilio Sala (1889).

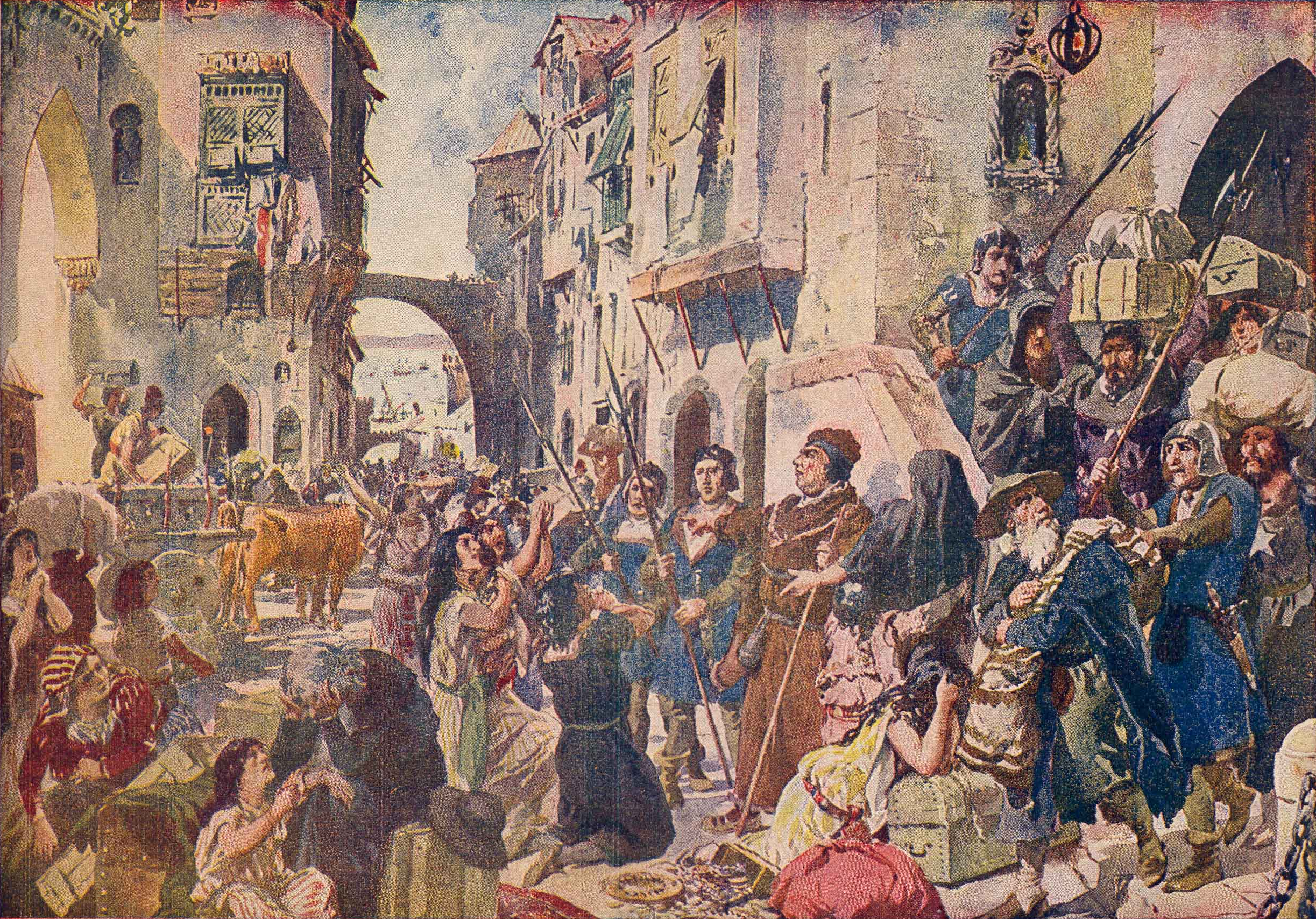
A Expulsão dos Judeus de Portugal en 1497, pintura realizada por Roque Gameiro en 1917.

Judíos españoles y portugueses, también llamados sefardíes occidentales, son un subgrupo distintivo de judíos ibéricos que descienden en gran parte de los judíos que vivieron como nuevos cristianos en la península ibérica durante las generaciones inmediatas después de la expulsión forzada de judíos no convertidos de España en 1492 y de Portugal en 1497.
Aunque las expulsiones de judíos no convertidos de España y Portugal de 1492 y 1497 fueron eventos separados de las Inquisiciones españolas y portuguesas —que se habían establecido en 1478—, finalmente se vincularon, ya que la Inquisición finalmente también llevó a la huida de Iberia de muchos descendientes de judíos convertidos al catolicismo en generaciones posteriores.
A pesar del hecho de que los Edictos de Expulsión originales no se aplicaban a los cristianos nuevos de origen judío, ya que estos eran legalmente cristianos, las prácticas discriminatorias que la Inquisición impuso sobre ellos, a menudo letales, ejercieron una presión inmensa sobre muchos de ellos. Los cristianos de origen judío también emigraron de España y Portugal en las generaciones inmediatas después de la expulsión de sus hermanos judíos no convertidos.
El Decreto Alhambra (también conocido como Edicto de Expulsión) fue un decreto emitido el 31 de marzo de 1492 por los Reyes Católicos de España —Isabel I de Castilla y Fernando II de Aragón— que ordenó la expulsión de todos los judíos practicantes no convertidos de los Reinos de Castilla y Aragón, incluidos todos sus territorios y posesiones, hasta el 31 de julio de ese año. El propósito principal de la expulsión era eliminar la influencia de los judíos no convertidos en el nuevo converso cristiano de origen judío de España, para asegurar que el prior no lo alentara a recaer y volver al judaísmo.
Más de la mitad de la población de origen judío de España se había convertido al catolicismo como resultado de la persecución religiosa antijudía y los pogromos ocurridos en 1391. Como resultado del decreto de Alhambra y la persecución en años anteriores, se estima que de la población total de origen judío de España en ese momento, más de 200 000 judíos se convirtieron al catolicismo e inicialmente se quedaron en España. Entre 40 000 y 80 000 no se convirtieron al catolicismo y, por su firme compromiso de permanecer judíos, fueron expulsados. De los que fueron expulsados como judíos no convertidos, un número indeterminado se convirtió al catolicismo una vez fuera de España y finalmente regresó a España en los años posteriores a la expulsión. Debido a las dificultades que muchos experimentaron en su reasentamiento, muchos de los judíos de España que la habían abandonado como judíos también se trasladaron inicialmente a Portugal, donde posteriormente se convirtieron a la Iglesia católica en 1497.
La mayoría de los judíos que abandonaron España como judíos aceptaron la hospitalidad del sultán Bayezid II y, después del Edicto de Alhambra, se mudaron al Imperio otomano, donde fundaron comunidades que practicaban abiertamente la religión judía; ellos y sus descendientes son conocidos como sefardíes orientales.
Durante los siglos siguientes a los decretos españoles y portugueses, algunos de los conversos cristianos de origen judío comenzaron a emigrar de Portugal y España, estableciéndose hasta el siglo XVIII en áreas de Europa occidental y territorios no ibéricos de las Américas coloniales, en su mayoría de los reinos neerlandeses—, incluyendo Curazao en las Indias Occidentales Neerlandesas, Recife en áreas neerlandesas del Brasil colonial que finalmente también cayó en manos de los portugueses, y Nueva Ámsterdam, que luego se convirtió en Nueva York, formaron comunidades y volvieron formalmente al judaísmo. Es el colectivo de estas comunidades y sus descendientes que se conocen como sefardíes occidentales.
Como los primeros miembros de los sefardíes occidentales consistían en personas que ellos mismos, o cuyos antepasados inmediatos, experimentaron personalmente un período interino como cristianos nuevos, lo que resultó en juicios incesantes y persecuciones de cripto-judaísmo por parte de las Inquisiciones portuguesas y españolas, la comunidad primitiva continuó aumentando con la emigración de cristianos nuevos de la península ibérica, en un flujo continuo entre los años 1600 y 1700. Los cristianos nuevos de origen judío eran oficialmente considerados cristianos debido a sus conversiones forzadas o no forzadas; como tales, estaban sujetos a la jurisdicción del sistema inquisitorial de la Iglesia católica, y estaban sujetos a leyes severas de herejía y apostasía si seguían practicando su fe ancestral judía. Aquellos nuevos cristianos que finalmente huyeron de la esfera cultural ibérica y de la jurisdicción de la Inquisición, pudieron regresar oficialmente al judaísmo y abrir la práctica judía una vez que estuvieron en sus nuevos ambientes de refugio tolerantes.
Como antiguos conversos o sus descendientes, los sefardíes occidentales desarrollaron un ritual distintivo basado en los remanentes del judaísmo de la España anterior a la expulsión, que algunos habían practicado en secreto durante su tiempo como nuevos cristianos, e influenciados por el judaísmo como lo practicaban las comunidades, incluyendo judíos sefardíes del Imperio otomano y judíos asquenazíes que les ayudaron en su lectura del judaísmo normativo; así como por los ritos judíos hispano-marroquíes e italianos practicados por rabinos y jazamin reclutados de esas comunidades para instruirlos en la práctica ritual. Una parte de su carácter distintivo como grupo judío, además, se debe al hecho de que se vieron obligados a «redefinir su identidad judía y marcar sus límites [...] con las herramientas intelectuales que habían adquirido en su socialización cristiana» durante su tiempo como nuevos conversos cristianos.

## Terminología

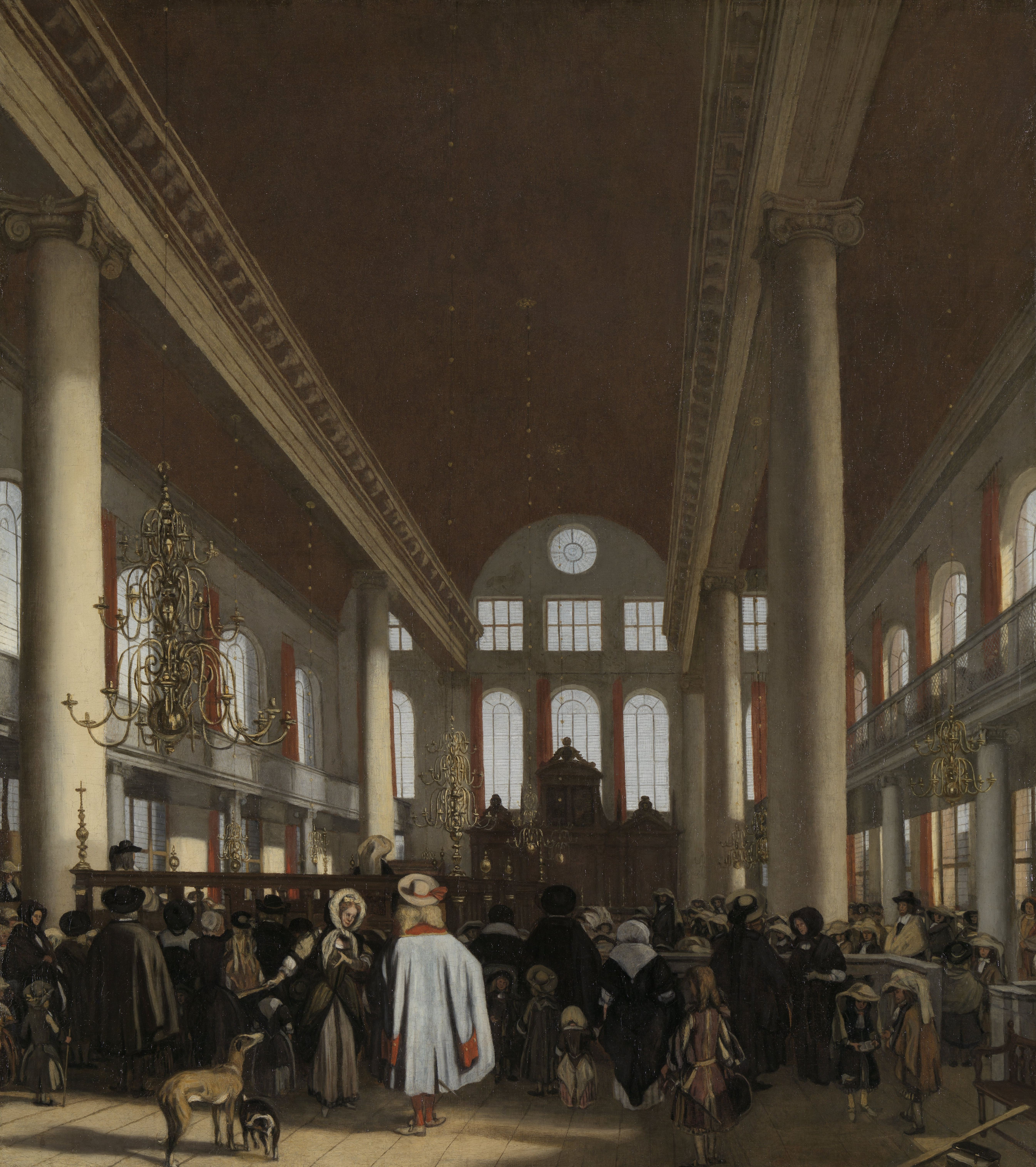
Pintura de la Esnoga de Ámsterdam, considerada la sinagoga madre por los judíos españoles y portugueses, realizada por Emanuel de Witte (c. 1680).

Las principales comunidades judías sefardíes occidentales se desarrollaron en Europa occidental, Italia y las regiones no ibéricas de las Américas.
Además del término «sefardíes occidentales», a este subgrupo de judíos sefardíes también se le conoce como «judíos españoles y portugueses», «judíos españoles», «judíos portugueses» o «judíos de la nación portuguesa».
El término «sefardí occidental» se usa frecuentemente en la literatura de investigación moderna para referirse a «judíos españoles y portugueses», pero a veces también a «judíos españoles- marroquíes».
El uso de los términos «judíos portugueses» y «judíos de la nación portuguesa» en áreas como los Países Bajos, Hamburgo, Escandinavia y en algún momento en Londres, parece haber surgido principalmente como una forma para los «judíos españoles y portugueses», y distanciarse de España en tiempos de tensión política y guerra entre España y los Países Bajos en el siglo XVII. Consideraciones similares pueden haber desempeñado un papel para los judíos sefardíes étnicos en las regiones francesas de Bayona y Burdeos, dada su proximidad a la frontera española. Otra razón para la terminología de los «judíos portugueses» puede haber sido que una proporción relativamente alta de las familias en cuestión tenía a Portugal como su punto de partida inmediato de la península ibérica, independientemente de si el origen de la familia más remota era española, ya que Portugal fue el primer lugar de refugio y punto de tránsito para muchos judíos españoles inmediatamente después de su expulsión de España.
Como el término «Sefardim» —cuando se usa en su sentido étnico— necesariamente connota un vínculo con España, la característica distintiva del subgrupo occidental fue el vínculo agregado con Portugal. Por lo tanto, como un subconjunto de los sefardíes, «portugués» y «español y portugués» se podrían usar indistintamente. Finalmente, casi todas las comunidades organizadas en este grupo emplearon tradicionalmente el idioma portugués en lugar del español como idioma oficial o de trabajo.
En Italia, el término «judíos españoles» (Ebrei Spagnoli) se usa con frecuencia, pero incluye descendientes de judíos expulsados como judíos del Reino de Nápoles, así como «judíos españoles y portugueses» propiamente dichos es decir, judíos descendientes de conversos anteriores: sus descendientes). En Venecia, los judíos españoles y portugueses a menudo se describían como «Ponentine» (occidental), para distinguirlos de «Levantine» (oriental) Sefardim de las áreas del Mediterráneo oriental. Ocasionalmente los judíos italianos distinguen entre los «judíos portugueses» de Pisa y Livorno y los «judíos españoles» de Venecia, Módena y otros lugares.
El erudito Joseph Dan distingue a los «sefardíes medievales» —exiliados españoles de los siglos XV y XVI en el imperio Otomano que llegaron como judíos— de los «sefardíes del Renacimiento» —antiguas comunidades conversas españolas y portuguesas que llegaron como cristianos nuevos—, en referencia a los respectivos tiempos de los contactos formativos de cada agrupación con lengua y cultura españolas.

### Relación con otras comunidades sefardíes
El término Sefardí significa español o hispano, y se deriva de Sefarad, una ubicación bíblica. La ubicación de la Sefarad bíblica se disputa, pero Sefarad fue identificada por los judíos posteriores como Hispania, es decir, la península ibérica. Sefarad todavía significa España en hebreo moderno.
Sephardim se refiere apropiadamente a todos los judíos cuyas familias tienen historias extendidas en España y Portugal, en contraste con los judíos asquenazíes y todas las demás divisiones étnicas judías. Sin embargo, los judíos mizrajíes, que tienen historias extendidas en el Gran Oriente Medio y el Norte de África, a menudo se llaman "sefardí|sefardíes" más ampliamente en el lenguaje coloquial y religioso debido a estilos similares de liturgia y una cierta cantidad de matrimonios entre ellos y los sefardí propiamente dichos.
El factor principal que distingue a los «judíos españoles y portugueses» (sefardíes occidentales) de otros «sefardíes propiamente dichos» es que los «judíos españoles y portugueses» se refieren específicamente a aquellos judíos que descienden de personas cuya historia son miembros practicantes de comunidades judías con orígenes en la península Iberia, que fue interrumpida por un período de los cristianos nuevos —también conocidos en término de «conversos» al catolicismo, en español y portugués— o «anusim» —en hebreo para aquellos «forzados» a convertirse del judaísmo a otra fe—.
Durante su período como cristianos nuevos, muchos conversos continuaron practicando su fe judía en secreto lo mejor que pudieron. Aquellos nuevos conversos cristianos de origen judío que mantenían en secreto las prácticas criptojudaísmo fueron denominados marranos por españoles cristianos antiguos y portugueses.
A la inversa, los conversos cristianos nuevos que han permanecido como conversos desde entonces, tanto los de la península ibérica como los que se trasladaron a las posesiones coloniales ibéricas durante la colonización española de América, se convirtieron en Bnei Anusim Sefardíes, que son los descendientes contemporáneos y en gran parte nominalmente cristianos de Anusim sefardí asimilados del siglo XV, y hoy son un subgrupo totalmente asimilado dentro de las poblaciones cristianas de ascendencia ibérica de España, Portugal, América Latina y Brasil. Por razones y circunstancias históricas, los sefardíes Bnei Ansuim no ha regresado a la fe judía en los últimos cinco siglos. En los tiempos modernos, algunos han comenzado a emerger públicamente en números cada vez mayores, especialmente en las últimas dos décadas.
Para los judíos españoles y portugueses (sefardíes occidentales), su período histórico como conversos ha dado forma a su identidad, cultura y prácticas. En este sentido, se distinguen claramente de aquellos sefardíes que descienden de los judíos que abandonaron Iberia como judíos antes de la fecha de vencimiento del Edicto de Granada, que resultó con la expulsión de España de 1492 y la expulsión de Portugal de 1497 de todos los judíos que no habían sido bautizados en la fe católica. Estos judíos expulsados se asentaron principalmente alrededor de la cuenca mediterránea del sur de Europa, norte de África y Oriente Medio, a saber, Salónica, los Balcanes y Turquía, y se convirtieron en los sefardíes orientales y Sephardim del norte de África, respectivamente. Durante siglos, las comunidades judías sefardíes bajo el dominio otomano proporcionaron liderazgo espiritual a los sefardíes dispersos a través de sus contribuciones a la literatura de Responsa.

#### Relación con Bnei Anusim Sefardíes y sefardíes neo-occidentales
La característica común que comparten los sefardíes occidentales (judíos españoles y portugueses) con los sefardíes Bnei Anusim y los sefardíes neo-occidentales es que los tres descienden de los conversos. Los sefardíes occidentales son descendientes de antiguos conversos de siglos anteriores; los Bnei Anusim Sefardíes son los descendientes de conversos, nominalmente cristianos; y "sefardíes neo-occidentales" es el número creciente de conversos que hoy en día regresan al judaísmo de la población sefardí de Bnei Anusim.
El factor distintivo entre los «sefardíes occidentales» y los nacientes «sefardíes neo-occidentales» es el marco temporal de las reversiones al judaísmo, la ubicación de las reversiones y las precarias circunstancias religiosas y legales que rodean sus revocaciones, incluidos los impedimentos y las persecuciones. Así, los descendientes conversos que se convirtieron en los sefardíes occidentales habían vuelto al judaísmo entre los siglos XVI y XVIII, lo hicieron en un momento anterior a la abolición de la Inquisición en el siglo XIX, y este marco de tiempo exigió su migración fuera de ámbito cultura ibérico. A la inversa, los descendientes de conversos que hoy se están convirtiendo en los sefardíes neo-occidentales han estado volviendo al judaísmo entre finales del siglo XX y principios del siglo XXI. Aunque las comunidades judías se restablecieron en España y Portugal a finales del siglo XIX y principios del XX, en gran parte con la ayuda de comunidades de judíos españoles y portugueses, como de Londres, estos judíos actuales en Portugal y judíos en España son distintos. de los «judíos españoles y portugueses», ya que, en su mayor parte, las comunidades judías modernas residentes en España y Portugal también incluyen otras divisiones étnicas judías recientemente emigradas a España y Portugal, como los judíos asquenazíes del norte de Europa.
En la Iberia moderna, los judíos practicantes de origen sefardí, como la comunidad judía de Oporto, sin embargo, tampoco son sefardíes occidentales, sino que son neo-sefardíes, ya que se restablecieron en el siglo XX y principios del siglo XXI con una campaña de divulgación a los criptojudíos de origen sefardí Bnei Anusim. El regreso de la comunidad de Oporto al judaísmo fue dirigido por el repatriado al judaísmo, el capitán Artur Carlos de Barros Basto (1887–1961), conocido también como el «apóstol de los Marranos». En 1921, dándose cuenta de que había menos de veinte judíos Ashkenazi viviendo en Oporto, y cuando los retornados recientes al judaísmo como él no estaban organizados y tenían que viajar a Lisboa por motivos religiosos siempre que era necesario, Barros Basto comenzó a pensar en construir una sinagoga y tomó la iniciativa en 1923 para registrar oficialmente la Comunidad Judía de Oporto y El Centro Teológico Israelita en el ayuntamiento de Oporto.
Incluso ejemplos más recientes de tales comunidades neo sefardíes son los judíos de Belmonte en Portugal y los Chuetas de España. En el caso de los chuetas, toda la comunidad de descendientes conversos recibió un amplio reconocimiento como judíos por parte de las autoridades rabínicas en Israel debido a sus circunstancias históricas particulares en la isla de Mallorca, que resultó en un aislamiento social estricto que fueron impuestas sobre ellos por sus vecinos, no descendientes de judíos, hasta los tiempos modernos.
En los últimos cinco a diez años, «se han establecido grupos organizados de Bnei Anusim Sefardíes en Brasil, Colombia, Costa Rica, Chile, Ecuador, México, Puerto Rico, Venezuela y en Sefarad [la península ibérica ] en sí».

## Historia

### España y Portugal

Matanza de judíos en Barcelona durante la Revuelta antijudía de 1391 - por Josep Segrelles, lámina para Historia de España, ca. 1910

Los judíos españoles y portugueses originalmente descendían de conversos cristianos nuevos —es decir, judíos convertidos al cristianismo católico— cuyos descendientes más tarde abandonaron la península ibérica y volvieron al judaísmo. Aunque la leyenda dice que existieron conversos tan pronto como en el período visigodo, y que hubo un fenómeno continuo de criptojudaísmo a partir de ese momento a lo largo de la historia de España, este escenario es poco probable, ya que en el período musulmán de Iberia no hubo ninguna ventaja. pasar como cristiano en lugar de reconocerlo públicamente que era judío. La ola principal de conversiones, a menudo forzada, siguió a la Revuelta antijudía de 1391 en España. Las definiciones legales de esa época reconocían teóricamente que un bautismo forzado no era un sacramento válido, pero la Iglesia lo limitaba a los casos en que literalmente era administrado por la fuerza física: todavía se consideraba a una persona que había aceptado el bautismo bajo la amenaza de muerte o lesiones graves como un converso voluntario, y por lo tanto prohibido volver al judaísmo. El criptojudaísmo como fenómeno a gran escala se remonta principalmente a esa época.
Los conversos, independientemente de sus opiniones religiosas reales, a menudo —aunque no siempre— tendían a casarse y asociarse entre sí. A medida que alcanzaron posiciones prominentes en el comercio y en la administración real, atrajeron un considerable resentimiento de los cristianos viejos. La razón aparente dada para la emisión del Edicto de Granada de 1492 para la conversión, expulsión o ejecución de los judíos no convertidos de España fue que los judíos no convertidos habían apoyado a los conversos cristianos nuevos en las prácticas criptojudías de estos últimos, retrasando o impidiendo así su desarrollo en la asimilación en la comunidad cristiana.
Después de la publicación del Edicto de Granada de España en 1492, una gran proporción de los judíos no convertidos eligieron el exilio en lugar de la conversión, muchos de ellos cruzando la frontera con Portugal. Pero, en Portugal, a los judíos se les emitió nuevamente un decreto similar unos años más tarde, en 1497, que les dio la opción de exiliarse o convertirse. Sin embargo, a diferencia de España, en la práctica real, en su mayoría en Portugal se les impedía irse, por lo tanto, necesariamente se quedaron como conversos aparentes al cristianismo, ya sea que lo desearan o no, después de que el rey portugués razonara que al no irse aceptaban el cristianismo por defecto. Por esta razón, el criptojudaísmo era mucho más frecuente en Portugal que en España, a pesar de que muchas de estas familias eran originalmente de ascendencia española en lugar de portuguesa. Con el tiempo. Sin embargo, con el tiempo, la mayoría de los criptojudíos, tanto de ascendencia española como portuguesa, habían abandonado Portugal en el siglo XVIII.

#### Criptojudaísmo

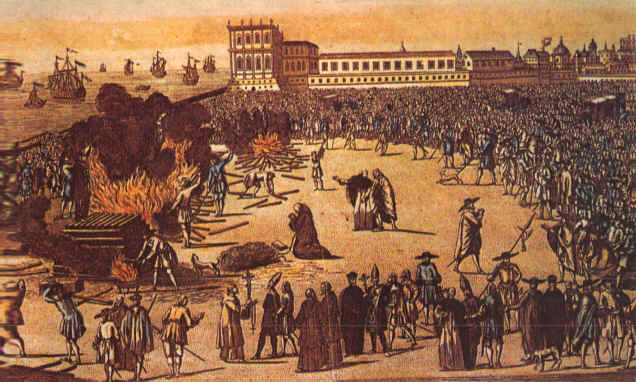
Quema de criptojudíos en Lisboa, Portugal, 1497

Los estudiosos todavía están divididos sobre las lealtades religiosas típicas de los conversos, en particular sobre si se describen adecuadamente como "criptojudíos". Dado el secreto que rodea a su situación, la pregunta no es fácil de responder: probablemente los conversos en sí mismos se dividieron, y podrían clasificarse en diferentes puntos entre las posiciones posibles. Los perfiles sugeridos son los siguientes:
1. .Cristianos sinceros, que todavía estaban sujetos a discriminación y acusaciones de judaización por parte de la Inquisición; algunos de ellos apelaron al papa y buscaron refugio en los Estados pontificios.[18]
2. .Aquellos que honestamente hicieron todo lo posible por vivir como cristianos, pero que, al descubrir que todavía no eran aceptados socialmente e incluso  sospechosos de judaizar, concibieron dudas intelectuales sobre el tema y decidieron probar el judaísmo, en el razonamiento que la «sospecha crea lo que se sospecha».[19]
3. .Cryptojudíos genuinos, que consideraron sus conversiones como forzadas y de mala gana se conformaron al catolicismo hasta que encontraron la primera oportunidad de vivir una vida judía abierta.[20]
4. .«Viajeros culturales» oportunistas cuyas opiniones privadas pueden haber sido bastante escépticas y que se ajustaban a la forma local del judaísmo o el cristianismo, dependiendo de dónde se encontraban en ese momento.[21][22]

Por estas razones, hubo un flujo continuo de personas que abandonaron España y Portugal —en su mayoría Portugal— por lugares donde podían practicar el judaísmo abiertamente, desde 1492 hasta finales del siglo XVIII. Fueron generalmente aceptados por las comunidades judías anfitrionas como anusim (conversos forzados), cuya conversión, al ser involuntaria, no comprometió su estatus judío.
Los conversos de la primera generación después de la expulsión todavía tenían algún conocimiento del judaísmo basado en la memoria de contacto con una comunidad judía viva. En generaciones posteriores, las personas tenían que evitar las prácticas judías conocidas que podrían atraer una atención no deseada: los conversos en el grupo 3 desarrollaron un judaísmo casero con prácticas propias de ellos mismos, mientras que los del grupo 2 tenían una concepción puramente intelectual del judaísmo basada en su lectura de Antiguas fuentes judías conservadas por la Iglesia, como la Vulgata del Antiguo Testamento, los Apócrifos, Filón y Josefo. Por lo tanto, ambos grupos necesitaron una amplia reeducación en el judaísmo después de llegar a sus lugares de refugio fuera de la península. Esto se logró con la ayuda de:
- los sefardíes que vivían en Italia y, en menor medida, los judíos italianos propiamente dichos;
- exiliados de 1492 que vivían en Marruecos y que fueron los herederos inmediatos de la tradición judía andalusí;
- especialmente en Holanda y Alemania, judíos asquenazíes.

#### Ceuta y Melilla
Todavía hay comunidades judías en los exclaves del norte de África de Ceuta y Melilla. Estos lugares, aunque tratados en la mayoría de los aspectos como partes integrales de España, escaparon a la Inquisición y la expulsión, por lo que estas comunidades se consideran a sí mismas como el remanente de la judería española previa a la expulsión.

### Italia
Al establecerse comunidades judías sefardíes en el centro y norte de Italia, luego de la expulsión de los judíos de España en 1492 y del Reino de Nápoles en 1533, estas áreas eran un destino obvio para los conversos que deseaban abandonar España y Portugal. La similitud de la lengua italiana con el español fue otra atracción. Debido a sus antecedentes culturales cristianos y su alto nivel de educación de estilo europeo, los nuevos emigrantes tenían menos probabilidades de seguir el ejemplo de los expulsados en 1492 al establecerse en el Imperio otomano, donde se requeriría un cambio cultural completo.
Por otro lado, en Italia corrían el riesgo de ser procesados por judaizar, dado que en la ley se habían bautizado cristianos; por esta razón generalmente evitaban los estados pontificios. Los papas permitieron algún asentamiento hispano-judío en Ancona, ya que este fue el principal puerto para el comercio de Turquía, en el que sus vínculos con los sefardíes otomanos fueron útiles. Otros estados consideraron ventajoso permitir que los conversos se establecieran y se mezclaran con las comunidades judías existentes, y hacer la vista gorda a su estatus religioso. En la próxima generación, los hijos de conversos podrían ser criados como completamente judíos sin problemas legales, ya que nunca habían sido bautizados.
Los principales lugares de asentamiento fueron los siguientes:
1. .La República de Venecia a menudo tenía relaciones tensas con el papado; también estaban alertas ante las ventajas comerciales que ofrecía la presencia de judíos educados que hablaban español, especialmente para el comercio de Turquía. Anteriormente, los judíos de Venecia eran tolerados bajo estatutos por un período fijo de años, periódicamente renovados. A principios del siglo XVI, estos arreglos se hicieron permanentes, y se otorgó una carta por separado a la comunidad Ponentine «occidental». Casi al mismo tiempo, el estado exigía que los judíos vivieran en el recientemente establecido Gueto de Venecia. Sin embargo, durante mucho tiempo, la República de Venecia fue considerada como el estado más acogedor para los judíos, equivalente a los Países Bajos en el siglo XVII o los Estados Unidos en el siglo XX.
2. .La inmigración sefardí también fue fomentada por la Casa de Este en sus posesiones de Reggio, Módena y Ferrara. En 1598 Ferrara fue recuperada por los Estados pontificios, lo que llevó a una emigración judía desde allí.
3. .En 1593, Fernando I de Médici, Gran Duque de Toscana, otorgó a los judíos españoles y portugueses cartas para vivir y comerciar en Pisa y Livorno.

En general, los judíos españoles y portugueses se mantuvieron separados de los judíos nativos del rito italiano, aunque hubo una considerable influencia religiosa e intelectual mutua entre los grupos. En una ciudad dada, a menudo había una «sinagoga italiana» y una «sinagoga española», y en ocasiones también una «sinagoga alemana». Muchas de estas sinagogas se han fusionado desde entonces, pero la diversidad de ritos sobrevivió en la Italia moderna.
La Sinagoga española de Venecia construida según el diseño de 1580 del arquitecto veneciano Baldassarre Longhena, fue originalmente considerada como la sinagoga madre para la comunidad española y portuguesa en todo el mundo, ya que fue una de las primeras en establecerse, y el primer libro de oraciones se publicó allí. Las comunidades posteriores, como en Ámsterdam, siguieron su ejemplo sobre cuestiones rituales. Con la disminución de la importancia de Venecia en el siglo XVIII, el papel principal pasó a Livorno —para Italia y el Mediterráneo— y Ámsterdam —para los países occidentales—. Desafortunadamente, la sinagoga de Livorno, considerada como el edificio más importante de la ciudad, fue destruida en la Segunda Guerra Mundial: se construyó un edificio moderno en el mismo sitio en 1958–1962.

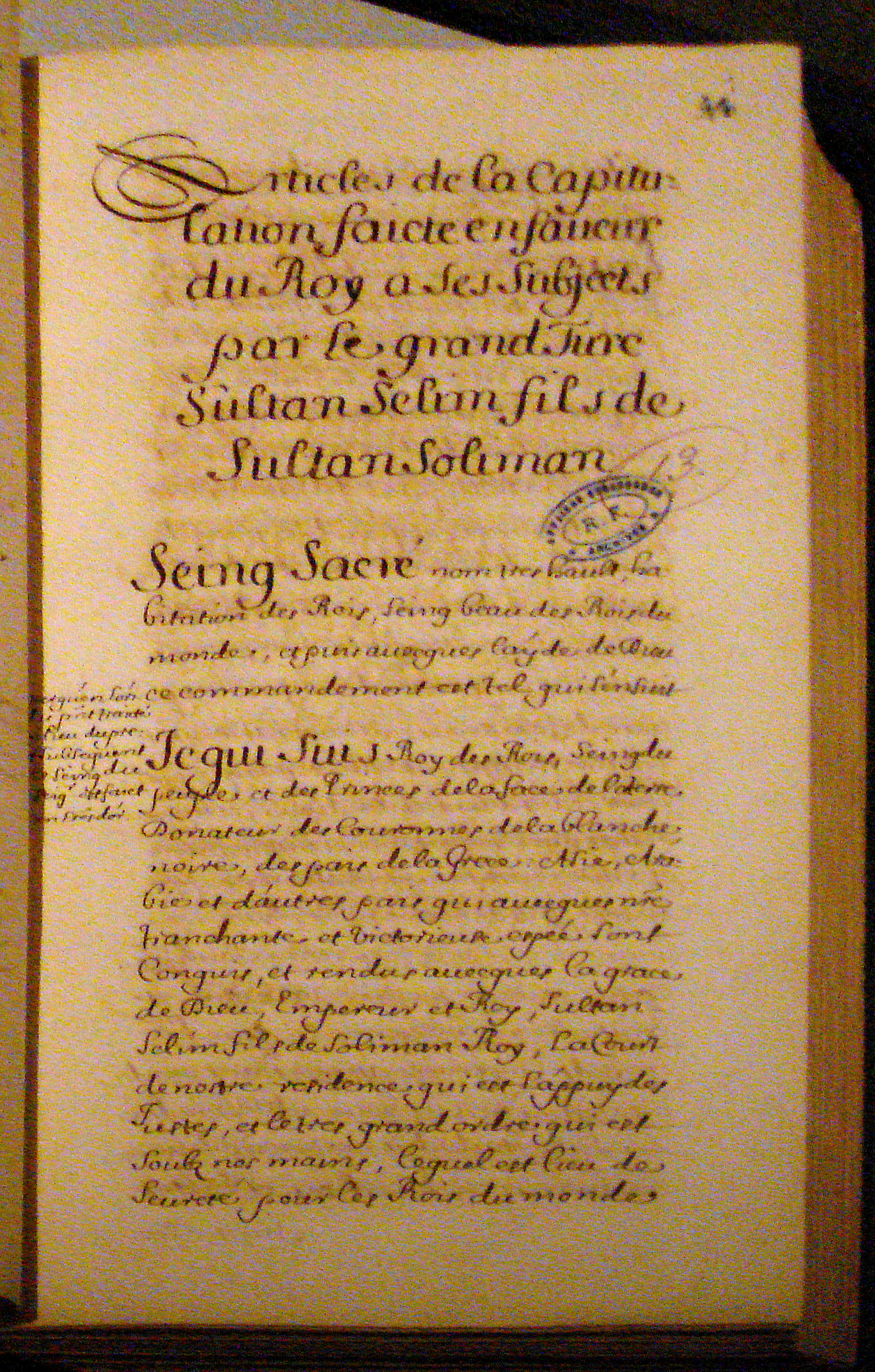
Copia del siglo XVI de las Capitulaciones del Imperio Otomano de 1569 entre Carlos IX y Selim II.

Muchos comerciantes mantuvieron una presencia tanto en Italia como en los países del imperio Otomano, e incluso aquellos que se establecieron permanentemente en el imperio Otomano conservaron su nacionalidad Toscana o italiana, para tener el beneficio de las capitulaciones del imperio Otomano. Así, en Túnez había una comunidad de Juifs Portugais , o L'Grana (Livornese), separada, y que se consideraba a sí misma como superior a los judíos tunecinos nativos (Tuansa ). Comunidades más pequeñas del mismo tipo existían en otros países, como Siria, donde eran conocidos como Señores Francos. En general, no eran lo suficientemente numerosos como para establecer sus propias sinagogas, en lugar de reunirse para orar en las casas de los demás.

### Francia
En el siglo XVI y principios del XVII, los conversos también buscaban refugio más allá de los Pirineos, estableciéndose en Francia en San Juan de Luz, Tarbes, Bayona, Burdeos, Marsella y Montpellier. Vivían aparentemente como cristianos; se casaron por sacerdotes católicos; hicieron bautizar a sus hijos, y públicamente se hicieron pasar por católicos. Sin embargo, en secreto, circuncidaron a sus hijos, guardaron Shabat y los días festivos lo mejor que pudieron y oraron juntos.
Enrique III de Francia confirmó los privilegios otorgados por Enrique II de Francia y los protegió contra las acusaciones. Bajo Luis XIII de Francia, los conversos de Bayona fueron asignados al suburbio de Saint-Esprit. En Saint-Esprit, así como en Peyrehorade, Bidache, Orthez y Biarritz, gradualmente declararon abiertamente el judaísmo. En 1640, varios cientos de conversos, considerados judíos, vivían en San Juan de Luz; y una sinagoga existía en Saint-Esprit desde 1660.
En la Francia prerrevolucionaria, los judíos portugueses eran una de las tres comunidades judías toleradas, las otras dos eran los judíos asquenazíes de Alsacia-Lorena y los judíos del antiguo enclave pontificio del Condado Venaissin; los tres grupos fueron emancipados en la Revolución Francesa. La tercera comunidad originalmente tenía su propio rito provenzal, pero adoptó el rito español y portugués poco después de la Revolución Francesa y la incorporación del Condado Venaissin a  Francia. Hoy en día todavía hay algunas comunidades españolas y portuguesas en Burdeos y Bayona, y una en París, pero en todas estas comunidades —y todavía más entre los judíos franceses en general— los judíos españoles y portugueses supervivientes son mucho más numerosos que los migrantes sefardíes recientes del norte de África.

### Países Bajos
Durante la ocupación española de los Países Bajos, los comerciantes conversos tenían una fuerte presencia comercial allí. Cuando la República Holandesa obtuvo su independencia en 1581, los neerlandeses mantuvieron vínculos comerciales con Portugal en lugar de España, ya que España era considerada una potencia hostil. Dado que existían leyes penales contra los católicos, y el catolicismo era considerado con más hostilidad que el judaísmo, los neerlandeses alentaron a los conversos cristianos, técnicamente católicos, ya que esa era la tradición cristiana en la que se vieron obligados a "salir" abiertamente como judíos. Dada la multiplicidad de sectas protestantes, los Países Bajos fueron el primer país en el mundo occidental en establecer una política de tolerancia religiosa. Esto hizo de Ámsterdam un imán para los conversos que salían de Portugal.

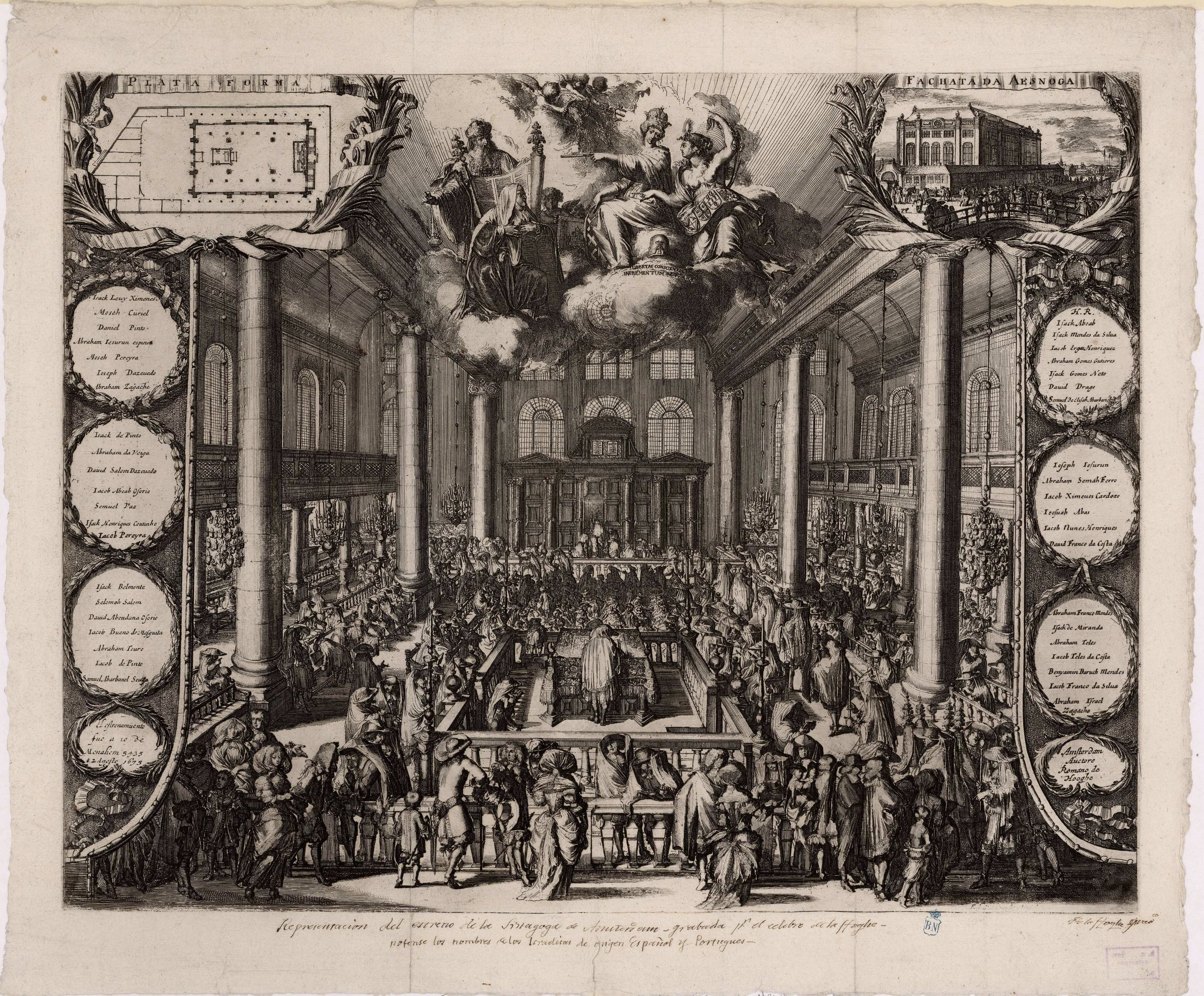
Grabado que representa la inauguración de la sinagoga portuguesa de Ámsterdam. En los laterales, enmarcados en orlas los nombres de los impulsores de la sinagoga, con apellidos españoles y portugueses. En las orlas inferiores, a la izquierda, inscripción: «El estrenamiento fue a 10 de Menahem 5435 o 2 Agosto 1675»; a la derecha firma del autor, Romeyn de Hooghe. Biblioteca Nacional de España.

Originalmente, había tres comunidades sefardíes: la primera, Beth Jacob, ya existía en 1610, y tal vez desde 1602; Neve Shalom fue fundada entre 1608 y 1612 por judíos de origen español. La tercera comunidad, Beth Israel, se estableció en 1618. Estas tres comunidades comenzaron a cooperar más estrechamente en 1622. Finalmente, en 1639, se fusionaron para formar Talmud Torah, la comunidad judía portuguesa de Ámsterdam, que todavía existe en la actualidad. La actual sinagoga portuguesa, a veces conocida como Amsterdam Esnoga, se inauguró en 1675.
Al principio, los conversos holandeses tenían poco conocimiento del judaísmo y tuvieron que reclutar rabinos y hazzanim de Italia, y ocasionalmente Marruecos y Salónica, para enseñarles. Más tarde, Ámsterdam se convirtió en un centro de aprendizaje religioso: se estableció una universidad religiosa Ets Haim, con una gran biblioteca judía y general. Esta biblioteca todavía existe. Las transacciones del colegio, principalmente en forma de responsa, se publicaron en una publicación periódica, Peri Ets Haim. Anteriormente había varias sinagogas portuguesas en otras ciudades como La Haya. Desde la ocupación nazi de los Países Bajos y la gran destrucción en la Segunda Guerra Mundial, la sinagoga de Ámsterdam es la única sinagoga que queda del rito portugués en los Países Bajos. Tiene alrededor de 600 miembros. La sinagoga en La Haya sobrevivió a la guerra sin daños: ahora es la Sinagoga Liberal y ya no pertenece a la comunidad «portuguesa».
La posición de los judíos en los Países Bajos Españoles (Bélgica moderna) era bastante diferente.  Numerosos conversos vivían allí, en particular en Amberes. La Inquisición no tenía permitido operar. Sin embargo, su práctica del judaísmo se mantuvo oculta y no fue oficial, ya que los actos de judaización en Bélgica podrían exponer a un proceso en otras partes de las posesiones españolas. Las persecuciones esporádicas alternaban con períodos de tolerancia no oficial. La posición mejoró un poco en 1713, con la cesión del sur de los Países Bajos a Austria, pero ninguna comunidad se formó oficialmente hasta el siglo XIX. Hay una sinagoga portuguesa en Amberes; sus miembros, al igual que los de las sinagogas del rito sefardí de Bruselas, ahora son predominantemente de origen norteafricano, y quedan pocas o ninguna familia o tradición antes de la guerra.

### Alemania, Europa del Norte y Europa del Este
Había judíos portugueses que vivían en Hamburgo desde la década de 1590. Los registros confirman que tuvieron una pequeña sinagoga llamada Talmud Torah en 1627, y la sinagoga principal, Beth Israel , se fundó en 1652. A partir del siglo XVIII, los judíos portugueses fueron superados en número por los judíos alemanes (Asquenazim). Para 1900, se pensaba que eran unos 400.
Una pequeña rama de la comunidad portuguesa estaba ubicada en Hamburgo-Altona, con una congregación conocida como Neweh Schalom. Históricamente, sin embargo, la comunidad judía de Altona era abrumadoramente asquenazí, ya que Altona pertenecía al reino de Dinamarca, lo que permitía a los judíos de todas las comunidades establecerse allí cuando el propio Hamburgo todavía únicamente admitía a los portugueses.
Los judíos españoles y portugueses tuvieron una presencia comercial intermitente en Noruega hasta principios del siglo XIX, y se les concedieron los derechos de residencia en 1844. Hoy en día no tienen una identidad organizativa separada de la comunidad judía general (principalmente asqueazí), aunque las tradiciones sobreviven en algunas familias.
Alrededor de 1550, muchos judíos sefardíes viajaron por Europa para encontrar su refugio en Polonia, que tenía la mayor población judía de toda Europa durante los siglos XVI y XVII. Por este motivo, todavía existen apellidos judíos polacos con un posible origen español. Sin embargo, la mayoría de ellos se asimilaron rápidamente a la comunidad asquenazí y no mantuvieron una identidad separada.

### Inglaterra
Ciertamente había comerciantes españoles y portugueses, muchos de ellos conversos, en Inglaterra en el momento del reinado de Isabel I de Inglaterra; un notable marrano fue el médico Roderigo López. En la época de Oliver Cromwell, Menasseh Ben Israel lideró una delegación que buscaba el permiso para que los sefardíes holandeses se establecieran en Inglaterra: se sabía que Cromwell veía favorablemente la solicitud, pero no se ha encontrado ningún acto oficial de permiso. Para la época de Carlos II y Jacobo II, una congregación de judíos españoles y portugueses tenía una sinagoga en Creechurch Lane. Ambos reyes mostraron su asentimiento a esta situación al rechazar las acusaciones contra los judíos por asamblea ilegal. Por esta razón, los judíos españoles y portugueses de Inglaterra a menudo citan 1656 como el año de reingreso, pero consideran a Carlos II como el verdadero patrocinador de su comunidad.

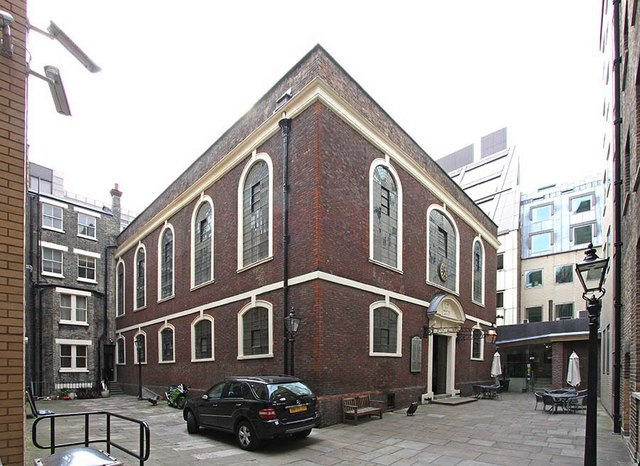
La sinagoga de Bevis Marks en Londres.

La Sinagoga de Bevis Marks se inauguró en 1701 en Londres. En los años 1830 y 1840 hubo agitación por la formación de una sinagoga en el West End, más cerca de donde vivían la mayoría de los feligreses, pero los rabinos rechazaron esto con base en Ascama 1, que prohibía el establecimiento de otras sinagogas dentro de las seis millas de Bevis Mark. Los feligreses disidentes, junto con algunos asquenazíes, fundaron la Sinagoga del Oeste de Londres en Burton Street en 1841, el actual edificio de la sinagoga se encuentra en Upper Berkeley Street, fue dedicada en 1870, está clasificado como monumento Grado II, y Lauderdale Road en Maida Vale en 1896. Se formó una tercera sinagoga en Wembley. A lo largo de los siglos, la comunidad ha absorbido a muchos inmigrantes sefardíes de Italia y el norte de África, incluidos muchos de sus rabinos y hazzanim. Los miembros actuales incluyen muchos judíos iraquíes y algunos asquenazíes, además de los descendientes de las familias originales. La comunidad de Wembley es predominantemente egipcia.
Las sinagogas en Bevis Marks, Lauderdale Road y Wembley son propiedad de la misma comunidad, formalmente conocida como Sahar Asamaim, y no tienen identidades organizativas separadas. La comunidad es atendida por un rabino del equipo: el puesto de Haham, o rabino jefe, está vacante —y ha sido así durante la historia de la comunidad—, el actual jefe es conocido como el «Rabino Mayor». La gestión cotidiana de la comunidad es responsabilidad de un Mahamad, elegido periódicamente y que consta de varios parnasim (guardianes) y un gabbay,(tesorero). Bajo el actual Rabino Mayor, Joseph Dweck, el nombre de la comunidad ha cambiado de «Congregación de judíos españoles y portugueses» a «The S&P Sephardi Community of London».
Además de las tres sinagogas principales, existe la Sinagoga Montefiore en Ramsgate asociada con el lugar de enterramiento de Moses Montefiore. Una sinagoga en Holland Park se describe como «Español y Portugués», pero sirve principalmente a judíos griegos y turcos, con un ritual mixto: está conectada a la comunidad principal por una Escritura de Asociación. Las sinagogas del sefardíes de Mánchester están bajo la supervisión de la comunidad de Londres y tradicionalmente utilizan un ritual predominantemente Español y Portugués, que está dando paso a un estilo del Jerusalén sefardí: los miembros son principalmente sirios, con algunos judíos turcos, iraquíes y del norte de África.  La comunidad de Londres anteriormente había supervisado a algunas sinagogas de los Baghdadi en el Lejano Oriente, como la Sinagoga Ohel Leah en Hong Kong y la Sinagoga Ohel Rachel en Shanghái. Una comunidad informal que utiliza el rito español y portugués, y conocida como la «Sinagoga del Rambam», existe en Elstree y se ha establecido otro minyán en Hendon. Las nuevas sinagogas del rito sefardí en Londres, en su mayoría para los judíos de Baghdadi y Persia, conservan su propio ritual y no están bajo el paraguas español y portugués. Al igual que la comunidad de Ámsterdam, la comunidad londinense y portuguesa de Londres estableció pronto un Medrash do Heshaim (Ets Haim). Este es un colegio religioso que funciona menos que un comité de dignatarios responsables de las publicaciones de la comunidad, como los libros de oraciones.  En 1862, la comunidad fundó el Judith Lady Montefiore College en Ramsgate, para la formación de rabinos, que se trasladó a Londres en la década de 1960: los estudiantes del colegio seguían cursos concurrentes en el Colegio de Judíos —ahora la Escuela de Estudios Judíos de Londres—. Judith Lady Montefiore College cerró en la década de 1980, pero fue restaurada en 2005 como un programa de entrenamiento rabínico a tiempo parcial que se desarrolla desde Lauderdale Road, al servicio de la comunidad ortodoxa anglo-judía en general, asquenazim y sefardí.

### En las Américas
Desde los siglos XVI al XVIII, la mayoría de los conversos que abandonaron Portugal fueron a Brasil. Esto incluía a emigrantes económicos sin interés en volver al judaísmo. Como la Inquisición estaba activa tanto en Brasil como en Portugal, los conversos todavía tenían que tener cuidado.

Los sefardíes holandeses estaban interesados en la colonización y formaron comunidades tanto en Curaçao como Paramaribo, Suriname. Entre 1630 y 1654, existió una colonia holandesa de Brasil en el noreste de Brasil, incluyendo Recife. Esto atrajo tanto a conversos del Brasil portugués como a emigrantes judíos de Holanda, que formaron una comunidad en Recife llamada Sinagoga Kahal Zur Israel, la primera sinagoga en las Américas. En la reconquista del área de Recife por parte de Portugal, muchos de estos judíos —no se sabe qué porcentaje— dejaron Brasil hacia comunidades nuevas o existentes en el Caribe, como Curazao.

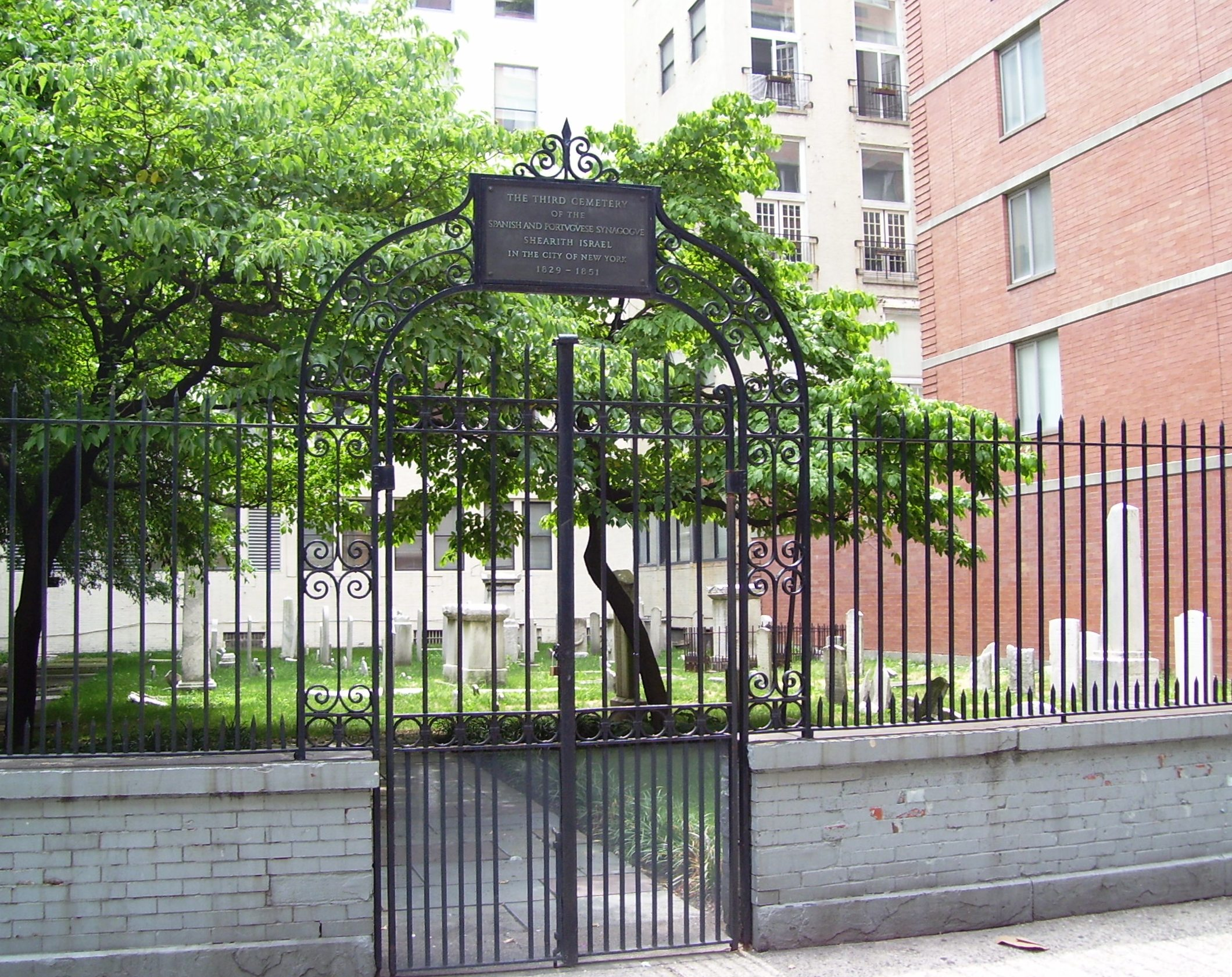
Tercer cementerio de la Sinagoga Española y Portuguesa fundado por la Congregación Shearith Israel el (1829–1851) en Manhattan, Nueva York.

  Otros formaron una nueva comunidad, Congregación Shearith Israel, en Nueva Ámsterdam —más tarde llamada Nueva York— en 1654, la primera sinagoga judía en lo que más tarde se convirtió en los Estados Unidos. Numerosos conversos, sin embargo, se quedaron en Brasil. Sobrevivieron al emigrar al campo en la provincia de [Paraíba] y alejarse de la Inquisición reintegrada, que era mayormente activa en las principales ciudades.

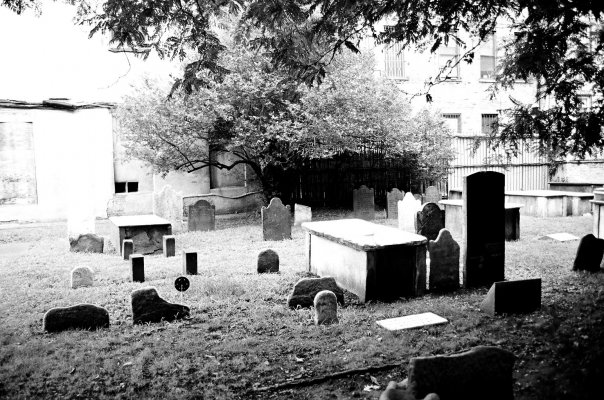
First Shearith Israel Graveyard (primer cementerio de la Sinagoga Española y Portuguesa de la Congregación Shearith Israel de 1683, en Manhattan, Nueva York.

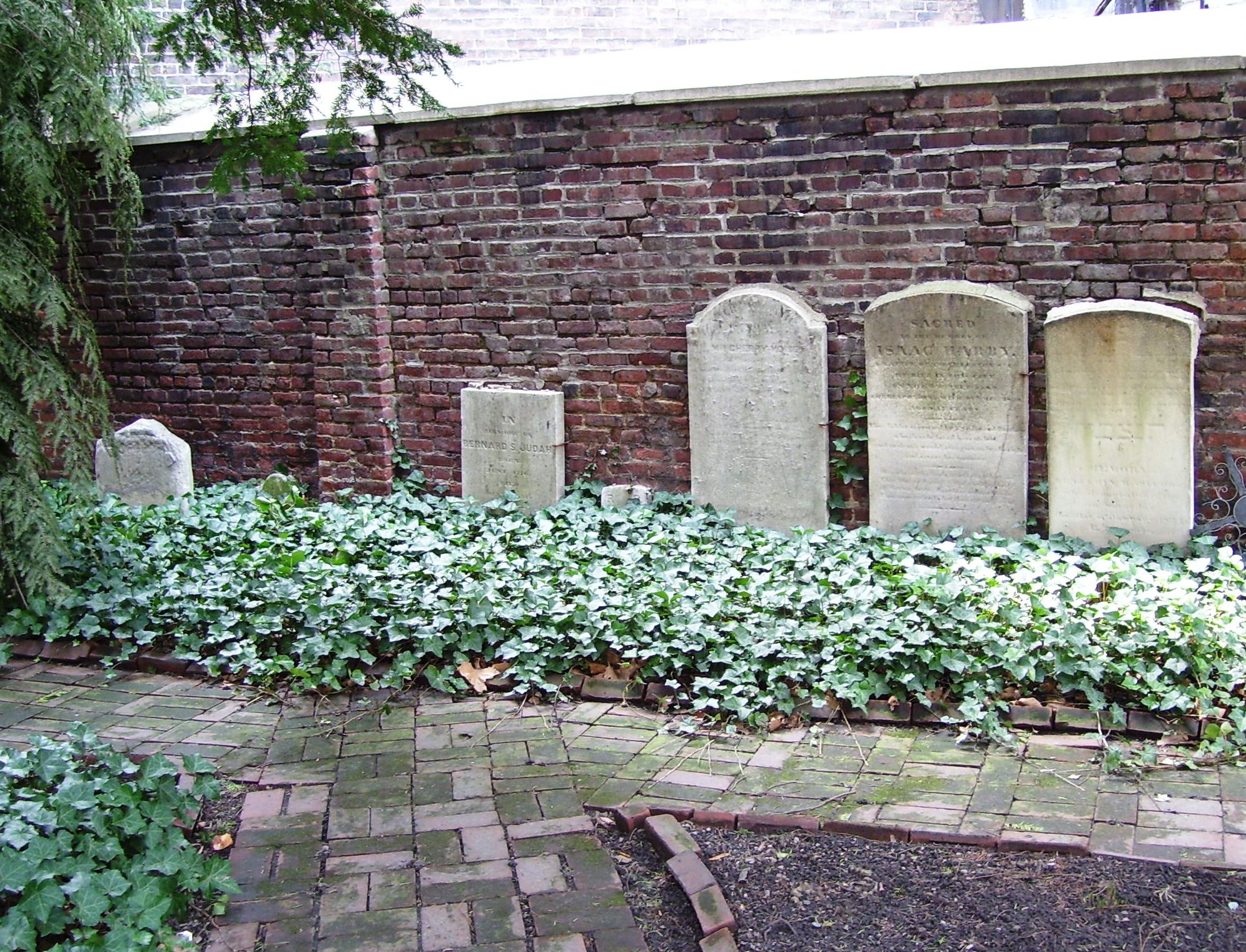
Segundo cementerio de la Sinagoga Española y Portuguesa fundado por la Congregación Shearith Israel de 1802, en Manhattan, Nueva York.

En el Caribe, hubo en algún momento sinagogas españolas y portuguesas en varias otras islas controladas por holandeses e ingleses, como Jamaica, St. Thomas, Barbados, San Eustaquio y Nevis. Con la eliminación de la Inquisición después de las Guerras de independencia hispanoamericanas, que muchos sefardíes caribeños habían apoyado, muchas de estas comunidades declinaron a medida que los judíos aprovechaban su nueva libertad para trasladarse al continente, donde había mejores oportunidades económicas, Venezuela, Colombia, Ecuador, Panamá, Costa Rica y Honduras, entre otros, recibió numerosos sefardíes. En un par de generaciones, estos inmigrantes se convirtieron principalmente al catolicismo para integrarse mejor en la sociedad. Únicamente en Panamá y Suriname las comunidades viables perduraron en el continente centroamericano y sudamericano. En el siglo XXI, entre las islas del Caribe, únicamente Curazao y Jamaica todavía tienen comunidades de judíos españoles y portugueses.
En las trece colonias británicas, las sinagogas se formaron antes de la Revolución Americana en Newport, Rhode Island y Filadelfia, así como en las ciudades de las colonias del sur de Carolina del Sur, Virginia y Georgia. Desde entonces, muchas de las antiguas sinagogas sefarditas en los estados del sur y el Caribe se han convertido en parte de los movimientos del judaísmo conservador, reformista o reconstruccionista, y conservan pocas tradiciones españolas y portuguesas.
A pesar de los orígenes holandeses de la comunidad de Nueva York, en el siglo XIX, todas las comunidades judías españolas y portuguesas en los Estados Unidos y Canadá eran una parte muy importante de la familia con sede en Londres. Las ediciones del siglo XIX y principios del siglo XX del libro de oraciones publicado en Londres y Filadelfia contenían el mismo texto básico, y fueron diseñadas para ser utilizadas en ambos lados del Atlántico: por ejemplo, todas contenían una oración por la familia real y una alternativa para uso en estados republicanos. La comunidad de Nueva York continuó usando estas ediciones hasta que la versión de David de Sola Pool se publicó en 1954. Por otra parte, en la primera mitad del siglo XX, la comunidad de Nueva York empleó una serie de hazzanim de Holanda, con el resultado de que la tradición musical de la comunidad se mantuvo cercana a la de Ámsterdam.
Quedan dos sinagogas españolas y portuguesas en los Estados Unidos: Shearith Israel en Nueva York y Mikveh Israel en Filadelfia. En ambas congregaciones, úbicamente una minoría de sus miembros tiene ascendencia sefardí occidental, con los miembros restantes hay una combinación de Asquenazim, Levantine Sephardim, Mizrahim y conversos. Las comunidades más nuevas de sefardíes y de rito sefardí, como los judíos sirios de Brooklyn y los judíos griegos y turcos de Seattle, no están bajo el paraguas español y portugués. La comunidad de Seattle usó los libros de oraciones de De Sola Pool hasta la publicación de Siddur Zehut Yosef en 2002. El Templo Sefardí Tifereth Israel, una comunidad en Los Ángeles con un origen étnico principalmente turco, todavía usa los libros de oraciones de Sola Pool.

### India

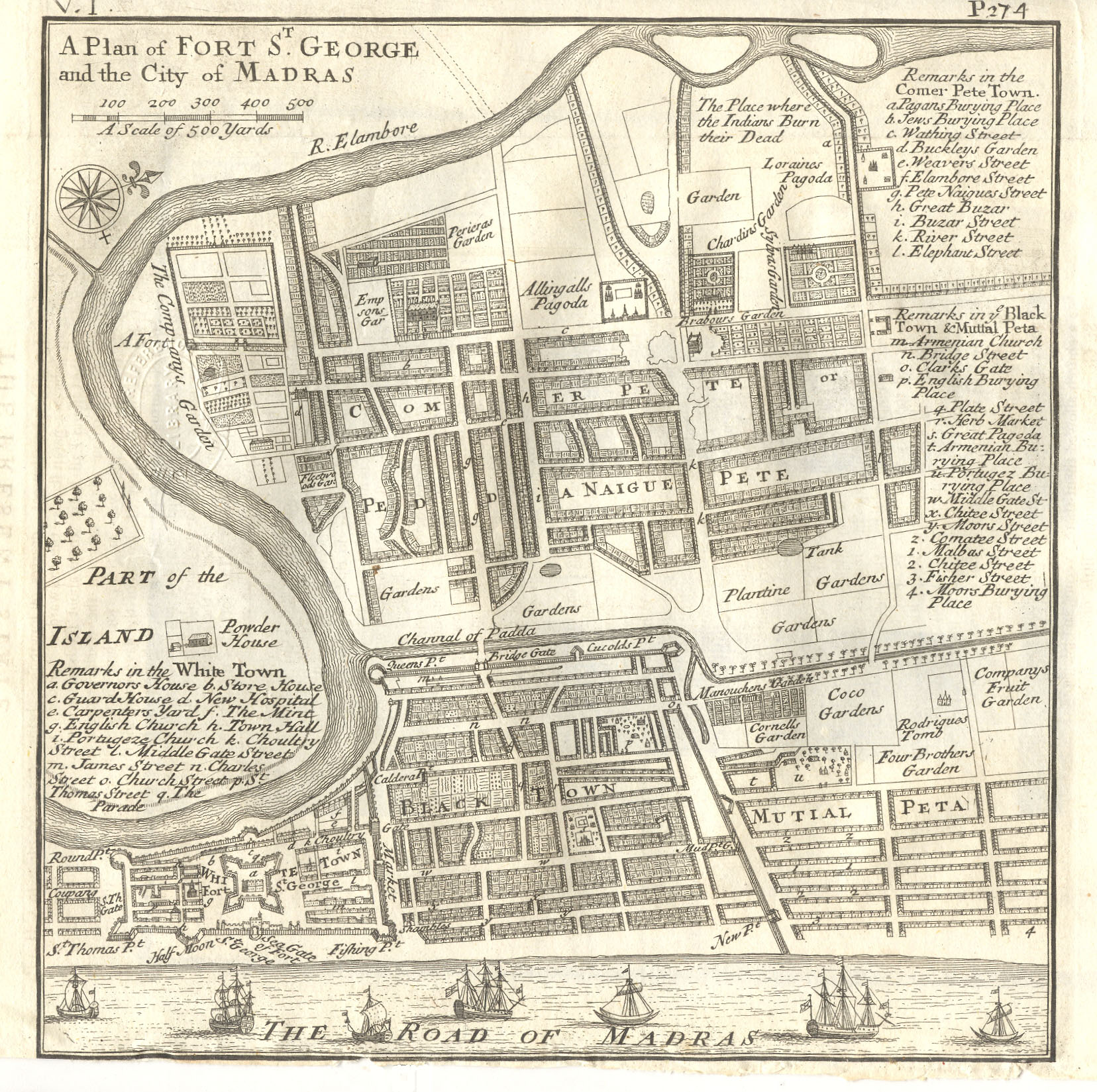
Plano de Fort St. George y la ciudad de Madras en 1726, vistas de Jews Burying Place, cementerio judío de Chennai, Four Brothers Garden y tumba de Bartolomeo Rodrigues.

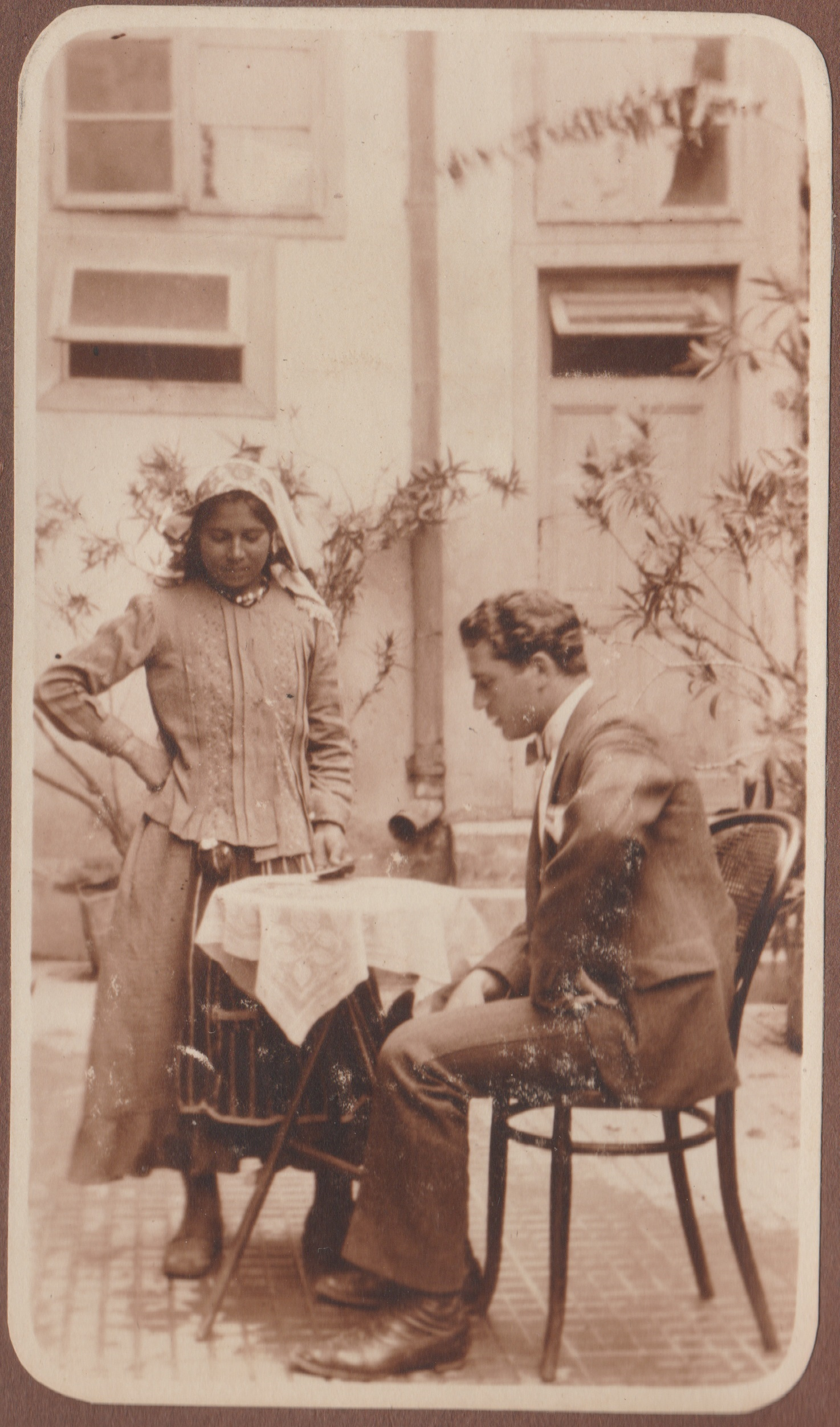
Rabino Salomon Halevi (último rabino de la sinagoga de Madras) y su esposa Rebecca Cohen, judíos Paradesi de Madrás.

La firma del Tratado de Tordesillas de 1494, dividió el mundo entre Portugal y España. A Portugal se le asignó la responsabilidad de las tierras al este del meridiano de Tordesillas. En 1498 Vasco da Gama llegó a la costa occidental de la India, donde fue recibido por primera vez por un judío polaco - Gaspar da Gama. En 1505 Portugal hizo de Cochín su sede central, y en 1510 Goa se estableció como la capital de la India portuguesa.

#### Goa
Con el establecimiento de las colonias portuguesas en Asia, los cristianos nuevos comenzaron a acudir a la costa occidental de la India. En cuanto a Goa, la Jewish Virtual Library establece que «A partir de las primeras décadas del siglo XVI muchos cristianos nuevos de Portugal llegaron a Goa. La afluencia pronto despertó la oposición de las autoridades portuguesas y eclesiásticas, que se quejaron amargamente de la influencia de los cristianos nuevos en asuntos económicos, sus prácticas monopólicas y su adhesión secreta al judaísmo». El profesor Walter Fischel de la 
Universidad de California en Berkeley, observa que a pesar del inicio de la inquisición en Portugal, los portugueses confiaron en gran medida en los judíos y los cristianos nuevos para establecer su incipiente imperio asiático.
La influencia de judíos y cristianos nuevos en Goa fue sustancial. En su libro, The Marrano Factory, el profesor Antonio Saraiva de la Universidad de Lisboa escribe que «El rey Manuel abolió teóricamente la discriminación entre los viejos y los cristianos nuevos por la ley del 1 de marzo de 1507, que permitió la salida de los cristianos nuevos a cualquier parte del mundo cristiano, declarando que son considerados, favorecidos y tratados como los viejos cristianos Y no se distinguen y se separan de ellos en ningún asunto. Sin embargo, en aparente contradicción con esa ley, en una carta fechada en Almeirim, el 18 de febrero de 1519, el rey Manuel promovió la legislación que prohíbe el nombramiento de Cristianos Nuevos en el cargo de juez, concejal o registrador municipal en Goa, sin embargo, estipula que los ya nombrados no debían ser destituidos. Esto muestra que incluso durante los primeros nueve años del gobierno portugués, Goa tuvo una afluencia considerable de judíos españoles y portugueses recientemente bautizados.» Incluso hay ejemplos de judíos portugueses bien posicionados, y cristianos nuevos, que dejan la administración portuguesa para trabajar con los sultanatos musulmanes de la India en un intento de contraatacar a Portugal por lo que les habían hecho, en la inquisición en Portugal. Moises Orfali de la Universidad Bar-Ilan escribe que las autoridades coloniales y eclesiásticas inicialmente portuguesas se quejaron en términos muy fuertes sobre la influencia judía en Goa. La Inquisición de Goa, establecida en 1560, fue iniciada por el sacerdote jesuita Francisco Javier desde su sede en Malaca debido a su incapacidad para reanimar en la fe de los cristianos nuevos allí, Goa y en la región que habían regresado al judaísmo. Goa se convirtió en la sede de la Inquisición en Asia.

#### Cochín y Chennai
Cochín fue, y sigue siendo, el hogar de una antigua comunidad judía, los judíos de Cochín. Los judíos sefardíes de Iberia se unieron a esta comunidad y se conocieron como judíos paradesi o "judíos blancos" —a diferencia de la comunidad más antigua, que llegó a conocerse como los "judíos malabari" o "judíos negros"—. Cochín también atrajo a los cristianos nuevos. En su conferencia en la Biblioteca del Congreso de Estados Unidos, el profesor Sanjay Subrahmanyam de la Universidad de California en Los Ángeles, explicó que los cristianos nuevos vinieron a la India en busca de oportunidades económicas —el comercio de especias, los diamantes de Golconda y el comercio en general— y porque la India tenía comunidades judías bien establecidas que les dieron la oportunidad de reincorporarse al mundo judío.
Como explicó el profesor Fischel, los judíos sefardíes de Londres participaban activamente en el comercio de Fort St. George, India, que más tarde se convirtió en la ciudad de Madrás, hoy en día se la conoce como Chennai, y durante los primeros años, el ayuntamiento tenía la obligación de tener tres concejales judíos para representar los intereses de la comunidad.

## Sinagogas

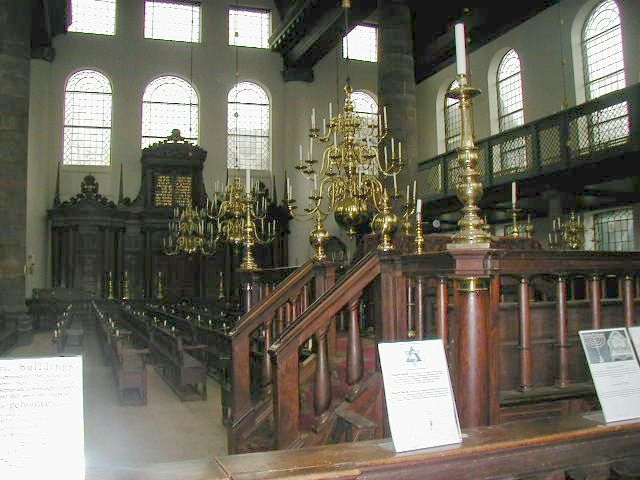
Interior de la Sinagoga portuguesa de Ámsterdam,con el tebá en primer plano y el Hejal al fondo.

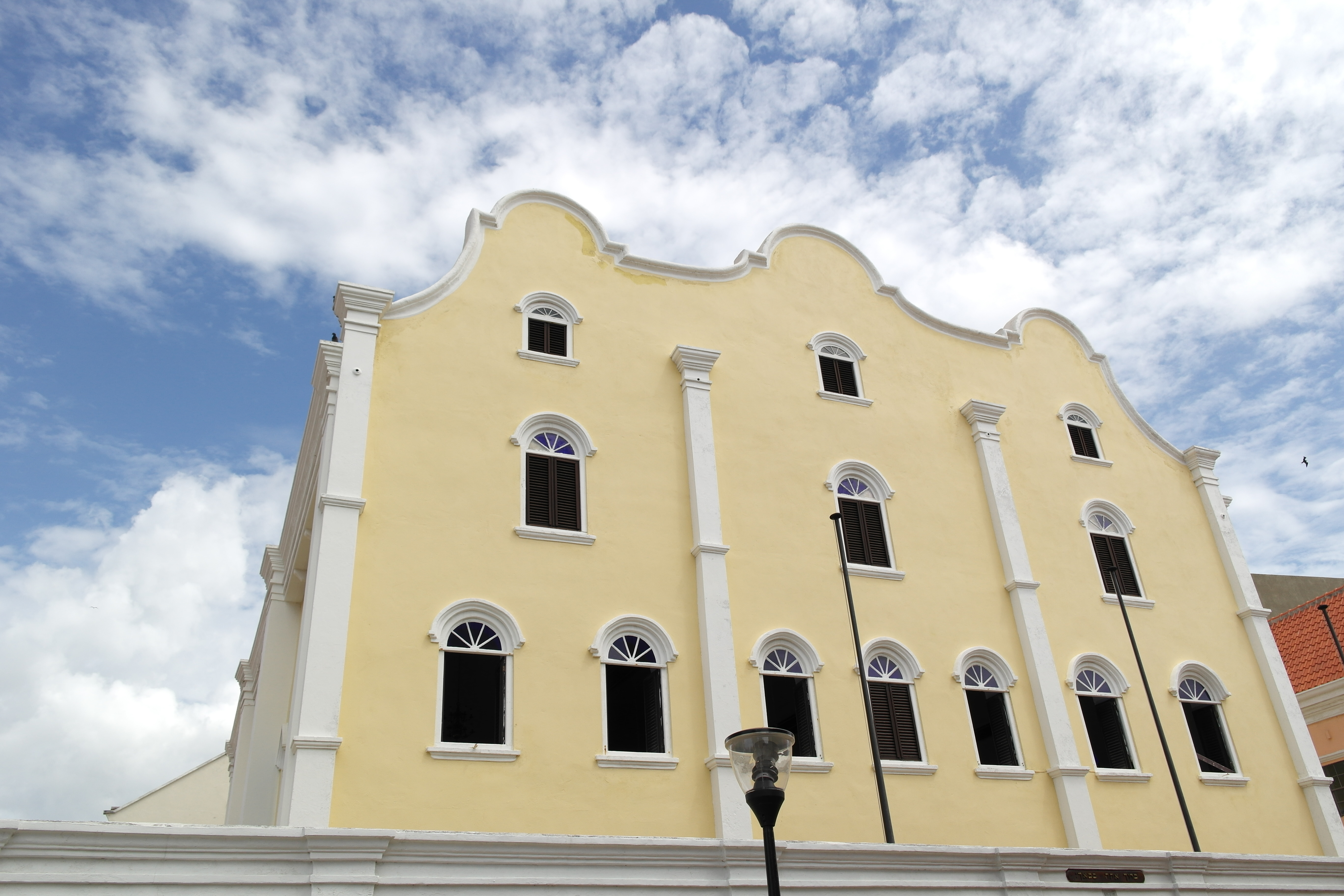
Vista panorámica de la sinagoga de Curazao también llamada Sinagoga Mikve Israel-Emanuel en Curazao.

La mayoría de las sinagogas españolas y portuguesas son, como las de los judíos italianos y romaníes, caracterizadas por un diseño bipolar, con el tebá bimah, cerca de la pared opuesta al Hejal. El Hejal tiene su cortina dentro de sus puertas, en lugar de afuera. Los sefarim (rollos de la Torá) usualmente están envueltos en un manto muy ancho, muy diferente de los mantos cilíndricos utilizados por la mayoría de los judíos asquenazíes. Tikim, cilindros de madera o metal alrededor de los sefarim, por lo general no se utilizan. Estos fueron utilizados, sin embargo, por la comunidad judía portuguesa en Hamburgo.
Las sinagogas más importantes, o «esnogas», como suelen llamarse entre los judíos españoles y portugueses, son la sinagoga portuguesa de Ámsterdam y las de Londres y Nueva York. Ámsterdam sigue siendo el centro histórico del minhag de Ámsterdam, tal como se usa en los Países Bajos y en las antiguas posesiones holandesas como Surinam. También es importante la sinagoga de Bevis Marks en el centro histórico del minhag de Londres. La sinagoga de Curazao (construida en 1732 y conocida como «Snoa», o también es llamada sinagoga de Mikvé Israel-Emanuel; esta comunidad (Congregación Mikve Israel), está considerada una de las sinagogas más importantes de la historia judía de las Américas, databa el primer edificio de la década de 1650, y consistía en judíos españoles y portugueses que vinieron de los Países Bajos y Brasil.
Desde finales del siglo XX, los arqueólogos descubrieron muchas esnogas o sinagogas en la península ibérica y fueron restauradas con aportaciones privadas y gubernamentales. En particular, las sinagogas de Gerona en España y Tomar en Portugal han sido restauradas de manera impresionante a su antigua grandeza, ambas cumplen la misión de Museo histórico de los judíos. Tanto España como Portugal han hecho esfuerzos recientemente para llegar a los descendientes de judíos que fueron expulsados de la península en el siglo XV, invitándolos a solicitar la ciudadanía.

## Lenguaje
Los judíos españoles y portugueses hablaban típicamente español y portugués en sus primeras formas modernas. Esto está en contraste con las lenguas habladas por los sefardíes del Este y sefardíes del norte de África, que era una lengua arcaica del viejo español derivado de dialectos judeo-español del idioma judeoespañol "ladino" y haquetía —una mezcla del idioma español antiguo medieval, hebreo y arameo, además de otros varios idiomas dependiendo del área de su asentamiento—. Sus idiomas en principio moderno también difieren del español moderno y el portugués, como lo habla los Bnei Anusim Sefardíes de Iberia e Iberoamérica, incluidos algunos retornados al judaísmo a finales del siglo XX y principios del siglo XXI.
El uso de los idiomas español y portugués por los sefardíes occidentales persiste en partes de la liturgia de la sinagoga. Por lo contrario, el uso del español y el portugués disminuyó rápidamente entre los judíos españoles y portugueses después del siglo XVII, cuando se adaptaron a las nuevas sociedades.
En la práctica, desde mediados del siglo XIX, los judíos españoles y portugueses reemplazaron gradualmente sus idiomas tradicionales por los locales de sus lugares de residencia para su uso diario. Los idiomas locales utilizados por los "judíos españoles y portugueses" incluyen el holandés en los Países Bajos y Bélgica , el bajo bajo alemán en Altona, el área de Hamburgo y el inglés en Gran Bretaña, Irlanda, Jamaica y los Estados Unidos.
En Curazao, los judíos españoles y portugueses contribuyeron a la formación del papiamento, un criollo del idioma portugués y varias lenguas africanas. Todavía se utiliza como un lenguaje cotidiano en la isla.
Los judíos españoles y portugueses que han emigrado a América Latina desde finales del siglo XX generalmente han adoptado las variedades modernas de América Latina como idioma materno.
El hebreo de los judíos españoles y portugueses del siglo XIX y XX se caracteriza principalmente por la pronunciación de בֿ ( Bet rafé) como una b dura (por ejemplo, Abrahám, Tebá, Habdaláh) y la pronunciación de ע (Ayin) como una voz nasal velar ( Shemang, Ngalénu ). La pronunciación difícil de Bet Rafe se diferencia de la v pronunciación de judíos de Marruecos y los judeo-españoles Judíos de los Balcanes, pero es compartido por Argelia y los judíos sirios. La pronunciación nasal de Ayin se comparte con la pronunciación tradicional italiana (donde puede ser "ng" o "ny"), pero no con ningún otro grupo sefardí. Ambas características están disminuyendo, bajo la influencia de los  hazzanim de otras comunidades y del hebreo israelí.

## Liturgia

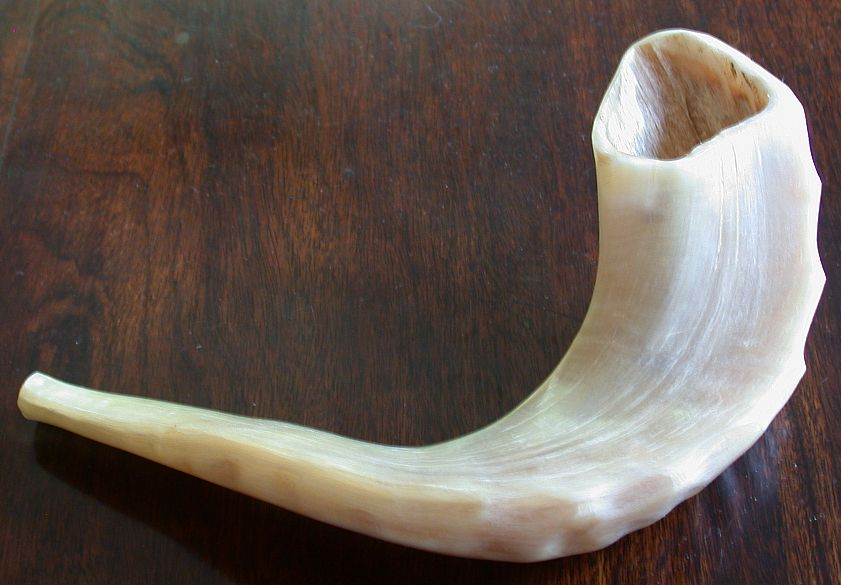
Instrumento de viento litúrgico llamado Shofar.

Entre los instrumentos litúrgicos judíos figura el shofar, que se usaba acompañado de textos sagrados tales como la Torá y el Tanaj, la copa de lavado o natlá, los candeleros para el shabat, un contenedor de cidro y un puntero en forma de mano o yad para la lectura de los textos sagrados. En el Día del perdón (Yom Kipur) se toca el shofar durante la ceremonia de rezo; en el Año Nuevo judío (Rosh Hashaná) se hacen 100 sonidos del shofar. Este instrumento de viento de origen animal, es uno de los más antiguos conocidos por el hombre, usado por los hebreos desde hace más de 2999 años. Se fabrica vaciando el interior de los cuernos de ciertos animales, prefiriéndose los que más curvatura posean.
Aunque todas las liturgias sefardíes son similares, cada grupo tiene su propia liturgia algo distinta. Muchas de estas diferencias son producto de la sincretización de la liturgia española y las liturgias de las comunidades locales donde se asentaron los exiliados españoles. Otras diferencias son el resultado de variaciones regionales anteriores en la liturgia de España previa a la expulsión. Moses Gaster —fallecido en 1939, Hakham, de los judíos S&P de Gran Bretaña— demostró que el orden de las oraciones utilizadas por los judíos españoles y portugueses tiene su origen en la liturgia castellana de la España previa a la expulsión.
En comparación con otros grupos sefardíes, el minhag de los judíos españoles y portugueses se caracteriza por un número relativamente bajo de adiciones cabalísticas. El servicio del viernes por la noche por lo tanto, tradicionalmente comienza con el Salmo 29, «Mizmor leDavid: Habu LaA». En el sidur impreso de la mitad del siglo XVII, Lejá Dodí y el Mishná pasaje Bammeh madlikin tampoco están todavía incluidos, pero sí están incluidos en todos los sidurim más nuevos de la tradición, a excepción de la sinagoga West London y la de Mickve Israel en Savannah, Georgia; con el judaísmo reformista los libros de oraciones ambos tienen raíces españolas y portuguesas. El Lejá Dodí es uno de los poemas hebreos que han sido aceptados en la liturgia judía, tanto en el rito sefardí como en el rito asquenazí.

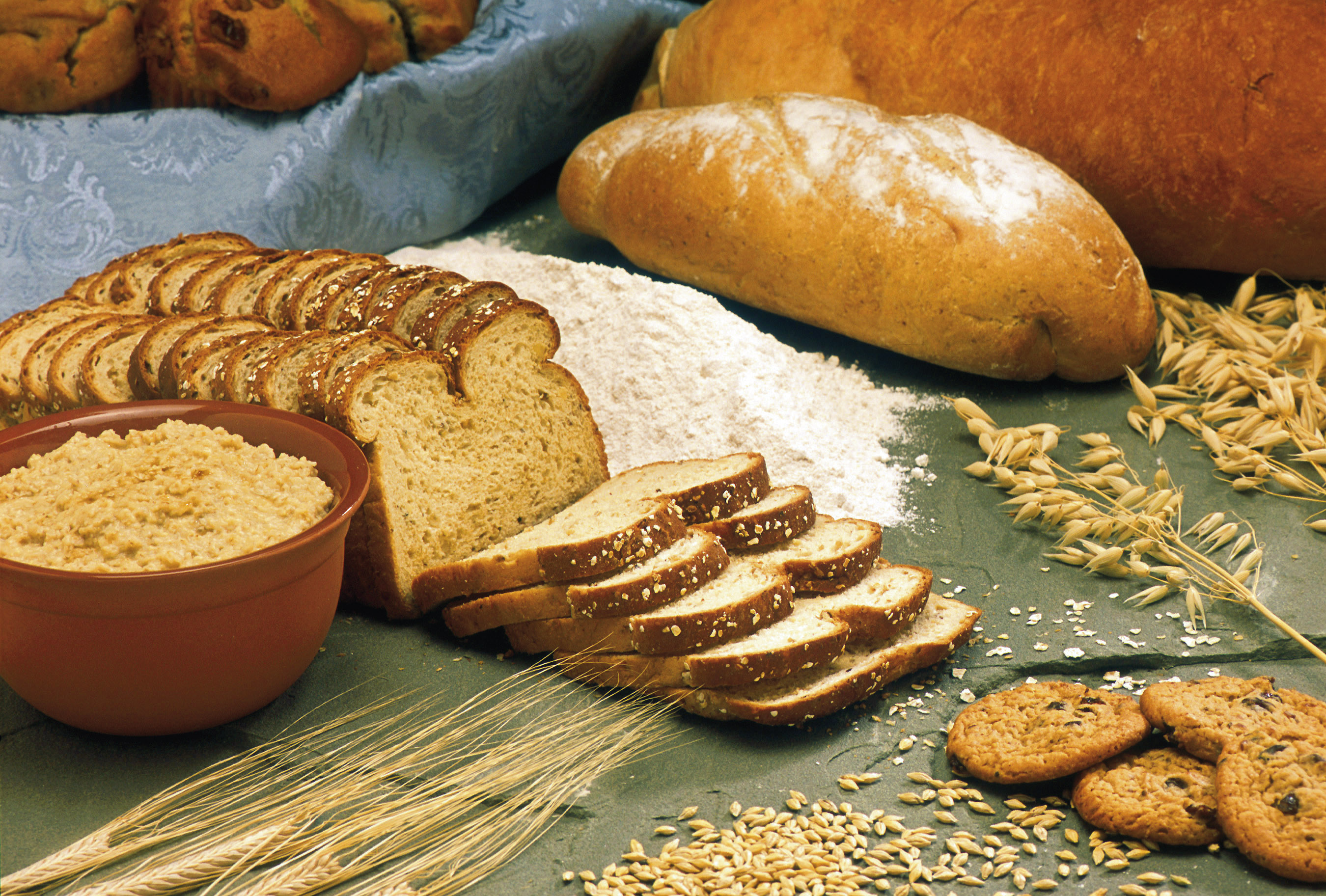
El Birkat Hamazón se recita después de consumir una comida con pan.

De otros elementos menos conspicuos, se pueden mencionar varias formas arcaicas, incluyendo algunas similitudes con las tradiciones Asquenazí italiana y occidental. Tales elementos incluyen la forma más corta del Birkat Hamazón, que se puede encontrar en las antiguas tradiciones de Ámsterdam y Hamburgo / Escandinavia. La tradición de Livorno, sin embargo, incluye muchas de las adiciones cabalísticos que se encuentran en la mayoría de los sefardíes tradicionales. El minhag de Londres actual está generalmente cerca del minhag de Ámsterdam, pero sigue la tradición de Livorno en algunos detalles, especialmente en el Birkat Hamazón.
Una característica interesante de la tradición —al menos en Nueva York y Filadelfia— es que, al leer la haftara en la fiesta de Simjat Torá y Shabbat Bereshit, Hatan Torah y Hatan Bereshit cantan dos versos adicionales relacionados con los novios de Isaías 61:10 y 62: 5 al final del estándar haftarot para los días comunes. Este parece ser un remanente único de la antigua tradición de leer Isaías 61: 10–63: 9, si se encontraba presente en la sinagoga un novio que había contraído matrimonio la semana anterior.

## Música

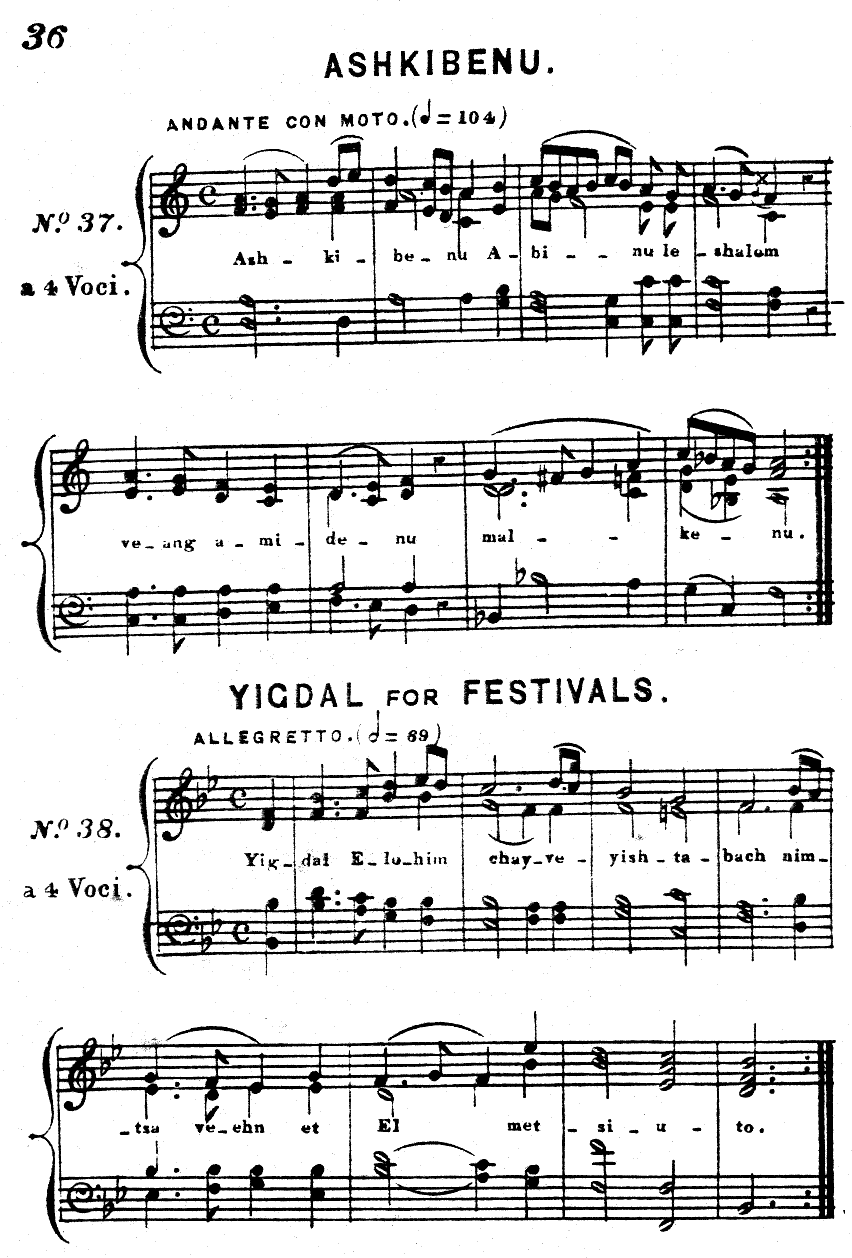
Ashkibenu y Yigdal for Festivals, de la Congregación de judíos españoles y portugueses en Londres, armonizados por Emanuel Aguilar.

### Historia  musical
La música ritual de los judíos españoles y portugueses difiere de otras músicas sefardíes en que está influenciada por la música clásica y barroca de Europa occidental en un grado relativamente alto. No únicamente en las comunidades española y portuguesa, sino en muchas otras del sur de Francia, y el norte de Italia, era común encargar composiciones corales elaboradas, a menudo incluyendo música instrumental, para la dedicación de una sinagoga, para eventos familiares como bodas y circuncisiones y para festivales como Hoshaná Rabá, en los que no se aplicó la restricción halájica en la música instrumental.
Ya en 1603, las fuentes nos dicen que se usaron clavicordios en las sinagogas española y portuguesa en Hamburgo. 
Particularmente en la comunidad de Ámsterdam, pero hasta cierto punto también en Hamburgo y en otros lugares, hubo un florecimiento de la música clásica en las sinagogas en el siglo XVIII. Anteriormente existía una costumbre en Ámsterdam, inspirada por una insinuación en el Zohar, de celebrar un concierto instrumental el viernes por la tarde antes de la llegada del Shabat, como un medio para lograr que los feligreses estuvieran de buen humor para el servicio del viernes por la noche. Un importante compositor judío fue Abraham Caceres: En la primera mitad del siglo XVIII Abraham Caceres se distinguió como el compositor más importante de la comunidad; la música también fue encargada a compositores no judíos como Cristiano Giuseppe Lidarti, algunas de las cuales todavía se usan.
El mismo proceso tuvo lugar en Italia, donde la comunidad veneciana encargó música a compositores no judíos como Carlo Grossi y Benedetto Marcello. Otro centro importante para la música judía española y portuguesa fue Livorno, donde se desarrolló una rica tradición cantorial, que incorporó tanto la música sefardí tradicional de todo el Mediterráneo como la música de arte compuesta: esto a su vez se difundió a otros centros.
En los siglos XVIII y XIX, en particular en Italia en el momento de la unificación italiana, los hazzanim a veces se duplicaban como cantantes de ópera, y algunas composiciones litúrgicas de este período reflejan este carácter operístico.

#### Coros
Ya en el siglo XVII, los coros se usaron en el servicio durante las vacaciones en la comunidad de Ámsterdam: este coro todavía existe y se conoce como Santo Serviço. Esta costumbre se introdujo en Londres a principios del siglo XIX. En la mayoría de los casos, los coros los consistían hombres y niños, pero en Curaçao, la política se modificó para permitir que las mujeres participaran en el coro —en una sección separada— en 1863.

#### Música instrumental
Existen precedentes tempranos para el uso de música instrumental en la sinagoga que se originó en la Italia del siglo XVII, así como en las comunidades española y portuguesa de Hamburgo y Ámsterdam y en la comunidad asquenazí de Praga. Como en la mayoría de las otras comunidades —hasta el surgimiento del movimiento del Judaísmo reformista en el siglo XIX—, el uso de música instrumental no estaba permitido en Shabat o festivales. Como regla general, las comunidades españolas y portuguesas no usaban órganos de tubos u otros instrumentos musicales durante los servicios. En algunas comunidades españolas y portuguesas, especialmente en Francia (Burdeos, Bayona), en Estados Unidos (Savannah, Georgia, Charleston (Carolina del Sur) , Richmond, Virginia  y el Caribe (Curazao), los órganos de tubería se pusieron en uso durante el siglo XIX, paralelamente a la evolución del judaísmo reformista. En Curazao donde la congregación tradicional tenía un órgano establecido a fines del siglo XIX, el uso del órgano en Shabat también fue aceptado, siempre y cuando el órgano no fuera judío. En las congregaciones más tradicionales, como Londres y Nueva York, se usa un órgano independiente o un piano eléctrico en bodas o benei mitzvá —aunque nunca en Shabat o Yom Tob—), de la misma manera que en algunas sinagogas Asquenazí inglesas.

### Práctica corriente
El estilo cantorial de los judíos españoles y portugueses se adhiere al principio general del sefardí de que cada palabra se canta en voz alta y que la mayor parte del ritual se realiza de manera comunitaria en lugar de solista —aunque hoy en día en la comunidad de Nueva York, el Pesukei dezimra o las zemirot en todo el año, las hallel en las festividades judías o la luna nueva, y varias selijot durante el Yom Kippur se cantan de una manera más similar a la práctica asquenazí de leer únicamente los primeros y últimos versos de cada párrafo en voz alta—. En el papel del jazán es típico guiar a la congregación en lugar de ser solista. Por lo tanto, tradicionalmente hay un énfasis mucho más fuerte en la correcta dicción y conocimiento de la Minhag musical que en la calidad de voz única. En las partes del servicio donde el jazán tradicionalmente tendría un papel más en solitario, las melodías básicas están embellecidas de acuerdo con los principios generales de la práctica de interpretación barroca: por ejemplo, después de una oración o un himno cantado por la congregación, el jazán, a menudo repite la última línea en una forma altamente elaborada. La armonía de dos y tres partes es relativamente común, y Edwin Seroussi ha demostrado que las armonías son un reflejo de armonías de cuatro partes más complejas en las fuentes escritas del siglo XVIII. El estilo recitativo de las partes centrales del servicio, como la Amidá, el Libro de los Salmos y los teamim o cantilena  de la Torá, está ligeramente relacionado con el de otras comunidades sefardíes y mizrají, aunque no existe un sistema formal de maqam como el usado por la mayoría de estos. El parecido más cercano es con los rituales de Gibraltar y el norte de Marruecos, ya que las comunidades españolas y portuguesas reclutaron tradicionalmente a sus ḥazzanim de estos países. Existe una afinidad más remota con las tradiciones babilónicas y norteafricanas: estas son más conservadoras que las sirias y judeo-españolas.
En otras partes del servicio litúrgico, y en particular en ocasiones especiales como los festivales, Shabbat Bereshit o el aniversario de la fundación de la sinagoga, las melodías tradicionales a menudo son reemplazadas por composiciones métricas y armonizadas en el estilo europeo occidental. Este no es el caso de Rosh Hashaná y Yom Kippur, cuando todo el servicio tiene un carácter mucho más arcaico. Un rasgo característico de la música sefardí oriental es la transposición de canciones populares de himnos —a veces derivadas de canciones seculares— a oraciones importantes como el Kadish. Esto ocurre únicamente hasta cierto punto en el ritual español y portugués: los casos que existen se pueden rastrear hasta el libro de los himnos Imre no'am (1628), publicado en Ámsterdam por Joseph Gallego, un jazán originario de Salónica.

### Teamim o cantinela
La teamim o cantinela tradicional española y portuguesa tiene varios elementos únicos. Cantinela Torá se divide en dos estilos musicales. El primero es el estándar utilizado para todas las lecturas regulares. Una forma similar pero mucho más elaborada de cantinela se utiliza en ocasiones especiales. Esto normalmente se conoce como High Tangamim o High Na'um. Se usa para porciones especiales de la lectura de la Torá, principalmente los Diez Mandamientos, pero también para el capítulo 1 de Bereshit (sobre Simjat Torá), el Shirat ha-Yam, el Canto de Moisés, las oraciones finales de cada uno de los cinco libros y varias otras porciones más pequeñas.
La cantinela de la Torá española y portuguesa ha sido mencionada varias veces desde el siglo XVII. Las melodías actualmente en uso, particularmente en Londres, muestran algunos cambios con respecto a las versiones anteriores y un grado de convergencia con la melodía
La versión de la haftara (porción profética) también tiene dos (o tres) estilos. El estándar, usado para la mayoría de los haftarot, es casi idéntico al del nusach marroquí. Se utiliza una melodía claramente más sombría para los tres haftarot que preceden al noveno de Av. En la mañana del Tisha b'Av se usa una tercera melodía para la Haftarah, aunque esta melodía se toma de la destinada al Libro de Rut. El Tisha b'Av, es el principal día de ayuno y abstinencia del judaísmo, al que se le suele llamar «el día más triste en la historia judía» recordando cuando el Templo de Jerusalén fue reducido entre las llamas.
Hay una melodía especial utilizada para el Libro de Esther: en Londres es un sistema de cantinela en el sentido normal, mientras que en Nueva York y Ámsterdam es similar a un canto y no depende de los símbolos masoréticos. Los libros de Ruth, leídos en Shavuot, y Lamentaciones, leídos en el Noveno de Av, también tienen sus propias melodías de cantinela. No hay tradición de leer el Libro del Eclesiastés.
La mayoría de las comunidades españolas y portuguesas no tienen una tradición de lectura litúrgica de los Shir haShirim (Cantar de los Cantares), a diferencia de los asquenazim que los leen en Pésaj y los sefardíes orientales que los leen los viernes por la noche. Sin embargo, en las dos semanas anteriores a Pésaj se lee un pasaje que consta de versículos seleccionados de ese libro cada día al final del servicio de la mañana. El canto es similar pero no idéntico al canto de Shir Hashirim en la tradición marroquí, pero no sigue exactamente las marcas de cantinela impresas. Un canto similar se usa para las partes en prosa del libro de Job en el Noveno de Av. No hay modo de cantinela para los libros de los Salmos, de los Proverbios y las partes poéticas del de Job. El canto de los Salmos en el servicio del viernes por la noche tiene cierta semejanza con el modo de teamim de las tradiciones orientales, pero no depende de las marcas de cantinela.

## Libros de rezos en espanol
- Sidur Ḳol GaEl, HaShalem hebreo español, Rito Ḳ.Ḳ. Sefaradim, Según la costumbre judia Hispano portuguesa de las Ḳ.Ḳ. T.T. de Latinoamérica. Este sidur contiene los rezos diarios, Shabat, festividades y ciclo de la vida judía, en hebreo con traducción al español. Según las costumbres las comunidades en; Ámsterdam, Londres y América.https://a.co/d/1jUgbtq.
- Sidur Ḳol GaEl, Según el Rito Ḳ.Ḳ. Sefaradim. Según la tradición judía hispano portuguesas de las Ḳ.Ḳ. T.T. de Latinoamérica.

En hebreo con traducción al español y fonética.Este sidur, contiene los rezos de la semana, Shabat y Rosh Jhodesh, en hebreo con traducción en español y fonética. Según la tradición de los judíos hispanos portugueses de Ámsterdam, Londres y América.https://a.co/d/bpKOJqO.
- Majhazor Kol GaEl Shel Pesajh: Kahal Kadosh Talmud Torá de Latinoamérica.Este Majhazor, contiene los rezos de la Festividad de Pesajh, en hebreo con traducción en español y fonética. Según la tradición de los judíos Hispanos portugueses de Ámsterdam, Londres y América.https://a.co/d/53h32mO.
- Majhazor para Sukkot: Kahal Kadosh Talmud Torá de Latinoamérica.Majhazor Ḳol GaEl hel Sukkot. Según el Rito Ḳ.Ḳ. Sefaradim y Según la tradición de las Ḳ.Ḳ. T.T. en Latinoamérica. En hebreo con traducción al español y fonética. Este Majhazor, contiene los rezos de la Festividades de Sukkot, Shemini Jhag Ngatseret y Simjhát Torá, en hebreo con traducción en español y fonética. Según la tradición de los judíos Hispanos portugueses de Ámsterdam, Londres y América. https://a.co/d/cvbSyNf.
- Majhazor Kol GaEl shel Shabu'ngot: Kahal Kadosh Talmud Torá de Latinoamérica.Según el Rito Ḳ.Ḳ. Sefaradim. Según la tradición de las Ḳ.Ḳ. T.T. en Latinoamérica.

En hebreo con traducción al español y fonética. Este Majhazor, contiene los rezos de la festividad de Shabu’ngot, en hebreo con traducción en español y fonética. Según la tradición de los judíos Hispanos portugueses de Ámsterdam, Londres y América.https://a.co/d/hKteCMp.
- Majhazor Kol GaEl Rosh HaShaná: Kahal Kadosh Talmud Torá de Latinoamérica.Majhazor Ḳol GaEl Rosh HaShaná. Según el Rito Ḳ.Ḳ. Sefaradim, Según la tradición de las Ḳ.Ḳ. T.T. en Latinoamérica. En hebreo con traducción al español y fonética. Este Majhazor, contiene los rezos de Rosh HaShaná, en hebreo con traducción en español y fonética. Según la tradición de los judíos Hispanos portugueses de Ámsterdam, Londres y América.https://a.co/d/iXfAOV5.

|}

## Comunidades, pasado y presente
| Ciudad | Sinagoga o Comunidad | Website | Comentarios |
| ------ | -------------------- | ------- | ----------- |

### Europa

#### Bélgica y los Países Bajos
| Ámsterdam | Congregation Talmud Torah, Visserplein (1639) | http://www.portugesesynagoge.nl/eng | sinagoga abierta en 1675                                                        |
| Amberes   | Sinagoga portuguesa, Hovenierstraat (1898)    |                                     | sinagoga abierta en 1913; Miembros y ritual principalmente del norte de África. |
| La Haya   |                                               | http://www.ljgdenhaag.nl/           | Nueva Sinagoga Liberal                                                          |

#### Francia
| Bayona     |                        | https://web.archive.org/web/20150801114735/http://communautedebayonne.org/                | Sinagoga de Francia                                                                           |
| Burdeos    |                        | http://www.synagogue-bordeaux.com/, Archivado el 4 de febrero de 2009 en Wayback Machine. |                                                                                               |
| París      | Temple Buffault (1877) |                                                                                           | miembros mayoritarios algerianos                                                              |
| Carpentras |                        |                                                                                           | anteriormente se utilizaba el rito provenzal, luego se asimiló al minhag portugués de Burdeos |

#### Alemania y Dinamarca
| Hamburgo        | Beth Israel (1652)                           |  |                                   |
| Hamburgo-Altona | Neweh Schalom (c. 1700–1885)                 |  |                                   |
| Glückstadt      |                                              |  |                                   |
| Copenhagen      | Congregación portuguesa de Copenhagen (1684) |  |                                   |
| Fredericia      |                                              |  | Communidad activa entre 1675–1902 |

#### Gibraltar
| Gibraltar | Sha'ar Hashamayim (1724)   |  | conocida como "Esnoga Grande"; sinagoga abierta en 1812 |
|           | Ets Hayim (1759)           |  | conocida como "Esnoga Chica"                            |
|           | Nefutsot Yehuda (1799)     |  | conocida como "Esnoga Flamenca"                         |
|           | Abudarham Synagogue (1820) |  | lleva el nombre de Solomon Abudarham                    |

#### Irlanda
| Dublín | Sinagoga Crane Lane; Dublin's Old Hebrew Congregation (1660–1791) |  | 'También conocida como Crane Lane Synagogue, Marlborough Green Synagogue. |
| Cork   | Congregación Portuguesa                                           |  | Fundada en 1731 o 1747, extinta en 1796                                   |

#### Italia
| Venecia   | Sinagoga española de Venecia (1550) | http://jvenice.org/en/spanish-synagogue     |                                                                     |
| Pisa      | Comunidad judía de Pisa (1591–3)    | http://pisaebraica.it/cms/                  | sinagoga original construida en 1595; reconstruido circa 1860       |
| Livorno   | Comunidad judía de Livorno (1593)   | http://www.comunitaebraica.org/main_eng.htm | sinagoga original construida en 1603; sinagoga actual abrió en 1962 |
| Florencia | Gran Sinagoga de Florencia          | http://moked.it/firenzebraica               |                                                                     |
| Roma      | Templo español, Vía catalana        |                                             | Utiliza una habitación de la Gran Sinagoga de Roma.                 |

#### Portugal
| Lisboa                                   | Sinagoga Shaaré Tikva                                | http://www.cilisboa.org/               |                    |
| Oporto                                   | Sinagoga Kadoorie                                    | http://comunidade-israelita-porto.org/ |                    |
| Belmonte                                 | Bet Eliahu                                           |                                        | Judíos de Belmonte |
| Ponta Delgada, Azores                    | Sinagoga Porta do Céu (Sahar Hassamain) (1836–1950s) |                                        |                    |
| Angra do Heroísmo, Isla Terceira, Azores | Sinagoga Ets Haim                                    |                                        |                    |

#### Reino Unido
| Londres    | Sinagoga de Bevis Marks (sinagoga abierta 1701) | https://www.sephardi.org.uk/ (whole community); https://web.archive.org/web/20150821074802/http://www.bevismarks.org.uk/ (Bevis Marks)             | comunidad Sahar Asamaim datos desde 1656, posee las tres sinagogas                                 |
|            | Sinagoga rama Wigmore Street (1853–1861) | http://www.jewishgen.org/jcr-uk/london/bryanston_seph/index.htm                                                                                    | |
|            | Sinagoga rama Bryanston Street (1866–1896) | http://www.jewishgen.org/jcr-uk/london/bryanston_seph/index.htm (wrongly shown as "Bryanston Road")                                                | reemplazó la sinagoga de la calle Wigmore                                                          |
|            | Sinagoga de Lauderdale Road (1896) | http://www.lauderdaleroadsynagogue.org | reemplazó la sinagoga de la rama de Bryanston                                                      |
|            | Sinagoga de Wembley (1977) | http://www.wsps.org.uk/ | comunidad formada en 1962                                                                          |
|            | Sinagoga Holland Park | http://www.hollandparksynagogue.com | rito mixto, griego y turco                                                                         |
|            | Sinagoga Rambam Sephardi, Elstree | http://www.rambam.org.uk/ | en proceso de formación                                                                            |
|            | Sinagoga Andrade (1865–1884) | http://www.jewishgen.org/jcr-uk/london/islington_andrade/index.htm                                                                                 | sinagoga privada en Islington                                                                      |
|            | Sinagoga Mildmay Park (1885–1935) | http://www.jewishgen.org/jcr-uk/london/mildmay_seph/index.htm                                                                                      | sinagoga privada en Highbury                                                                       |
| Mánchester | Sha'are Hayim (anteriormente Withington Congregación de judíos españoles y portugueses), Queenston Road, Didsbury (comunidad formada en 1906 o antes; sinagoga abierta en 1926) | | |
|            | Sha'are Sedek, Old Lansdowne Road, Didsbury (1924) | http://www.jewishgen.org/jcr-uk/Community/m35_seph-sth-man/index.htm                                                                               | anteriormente independiente, más tarde se fusionó en la Congregación Sefardí del Sur de Manchester |
| Hale       | Sha'are Sedek | https://shalommorris.com/2016/06/29/south-manchester-shaare-rahamim-and-zedek/                                                                     | en formación                                                                                       |
| Salford    | Sinagoga Española y Portuguesa (Sha'are Tephillah) | https://web.archive.org/web/20131029201608/http://mcspj.moorlane.org/index.html, http://www.jewishgen.org/jcr-uk/Community/m25_span-port/index.htm | anteriormente en Cheetham Hill (el antiguo edificio ahora es el Museo Judío de Mánchester)         |
| Leeds      | Sinagoga Española y Portuguesa de Leeds (est. 1924; disuelta a finales de la década de 1940)                                                                                    | | |

### Asia

#### Israel
| Jerusalén | Congregación Sha'are Ratzon (1981) | https://web.archive.org/web/20181119010711/https://www.sandpjerusalem.org/ | Ubicada en la Cuatro Sinagogas Sefardíes en la Ciudad Vieja de Jerusalén y siguiendo (en su mayoría) el minhag de Londres con invitados ocasionales de hazzanim |

#### India
| Chennai | Sinagoga de Madrás |  | Minoría de la mezcla de la comunidad sefardí portuguesa, española y holandesa conocida como los judíos Paradesi. La sinagoga de Madrás fue demolida por el gobierno local para hacer espacio para la construcción de una escuela municipal. El Cementerio judío Chennai, sigue siendo la única memoria de la otrora significativa población judía de Chennai. |

#### Indonesia
| Surabaya | Sinagoga Surabaya |  | Minoría de la mezcla sefardía holandesa, la comunidad de judíos Baghdadi, y judíos yemenitas. Cerrada en 2009 debido a problemas políticos. |

### Américas

#### Canadá
| Montreal | Sinagoga española y portuguesa de Montreal (1768) | http://www.thespanish.org/ | actual sinagoga abierta en 1947 |

#### Estados Unidos
| Nueva York                    | Congregación Shearith Israel(1654)                                   | http://www.shearithisrael.org/                                                 | primera sinagoga edificio en 1730; el edificio actual data de 1897                                       |
| Newport (Rhode Island)        | Sinagoga Touro "Congregación Jeshuat Israel" (1658)                  | http://www.tourosynagogue.org                                                  | la sinagoga abrió en 1763; reabierta en 1883. El rito actual es Nusach Sephard, no español-portugués     |
| Filadelfia                    | Kahal Kadosh Mikveh Israel (1745)                                    | http://www.mikvehisrael.org/                                                   | congregación fundada en 1740; el actual edificio data de 1976                                            |
| Houston                       | Qahal Qadosh Ess Hayim (2005)                                        |                                                                                | |
| Miami Florida                 | Comunidad Nidhé Israel, judíos Hispano-portugueses de Florida (2007) |                                                                                | |
| Richmond (Virginia)           | Beth Shalome (1789–1898)                                             | https://web.archive.org/web/20131220153633/http://www.bethahabah.org/index.htm | desde que se fusionó con la congregación Beth Ahabah, ahora es del judaísmo reformista                   |
| Charleston (Carolina del Sur) | Congregación Beth Elohim (1750)                                      | http://www.kkbe.org/                                                           | nuevo judaísmo reformista                                                                                |
| Savannah                      | Congregación Mickve Israel (1733)                                    | http://www.mickveisrael.org/                                                   | nuevo judaísmo reformista                                                                                |
| Nueva Orleans                 | Nefutzot Yehudah                                                     | http://www.tourosynagogue.com/                                                 | desde que se fusionó en la Sinagoga Touro (Nueva Orleans) (1828), ahora pertenece al judaísmo reformista |

#### América Central y Caribe
| Willemstad Curaçao            | Sinagoga de Curazao (1730)                                                                        | http://www.snoa.com | ahora del judaísmo reconstruccionista                                                                   |
| Jamaica                       | Neveh Shalom (1704)                                                                               | http://www.ucija.org, http://www.haruth.com/JewsJamaica (enlace roto disponible en Internet Archive; véase el historial, la primera versión y la última). | se fusionó en la Congregación Unida de Israelitas (1921)                                                |
| Aruba                         | Beth Israel                                                                                       | http://www.haruth.com/JewsAruba.html | |
| Saint Thomas (Islas Vírgenes) | Beracha Veshalom Vegmiluth Hasidim, Charlotte Amalie (1796)                                       | https://web.archive.org/web/20080726043634/http://www.onepaper.com/synagogue/                                                                             | ahora del judaísmo reformista                                                                           |
| Barbados                      | Sinagoga Nidhe Israel, Bridgetown (1651)                                                          | http://www.haruth.com/jw/JewsBarbados.html | ahora judaísmo conservador                                                                              |
| El Salvador                   | Sephardic Orthodox Jewish Council of El Salvador "Shearit Israel" (2008)                          | https://web.archive.org/web/20120306222537/http://sephardicjews.org/, https://web.archive.org/web/20180810223712/http://kosherelsalvador.com/             | La única sinagoga ortodoxa en el salvador.                                                              |
| República Dominicana          | Beth HaMidrash Sefardi Nidhé Israel "Casa de Estudio Sefardíes de la República Dominicana" (2009) | http://www.nidheisraelrepdom.org Archivado el 30 de junio de 2017 en Wayback Machine.                                                                     | El único centro sefardí tradicional en la República Dominicana.                                         |
| Trinidad y Tobago             | B'nai Shalom (2001)                                                                               | https://web.archive.org/web/20190203094548/http://www.jewishtnt.org/                                                                                      | la sociedad judía de Trinidad y Tobago, utiliza Sephardi Minhag; muchos miembros son de origen sefardí. |
| Panamá                        | Kol Shearith Israel (1876)                                                                        | | |

#### Suriname

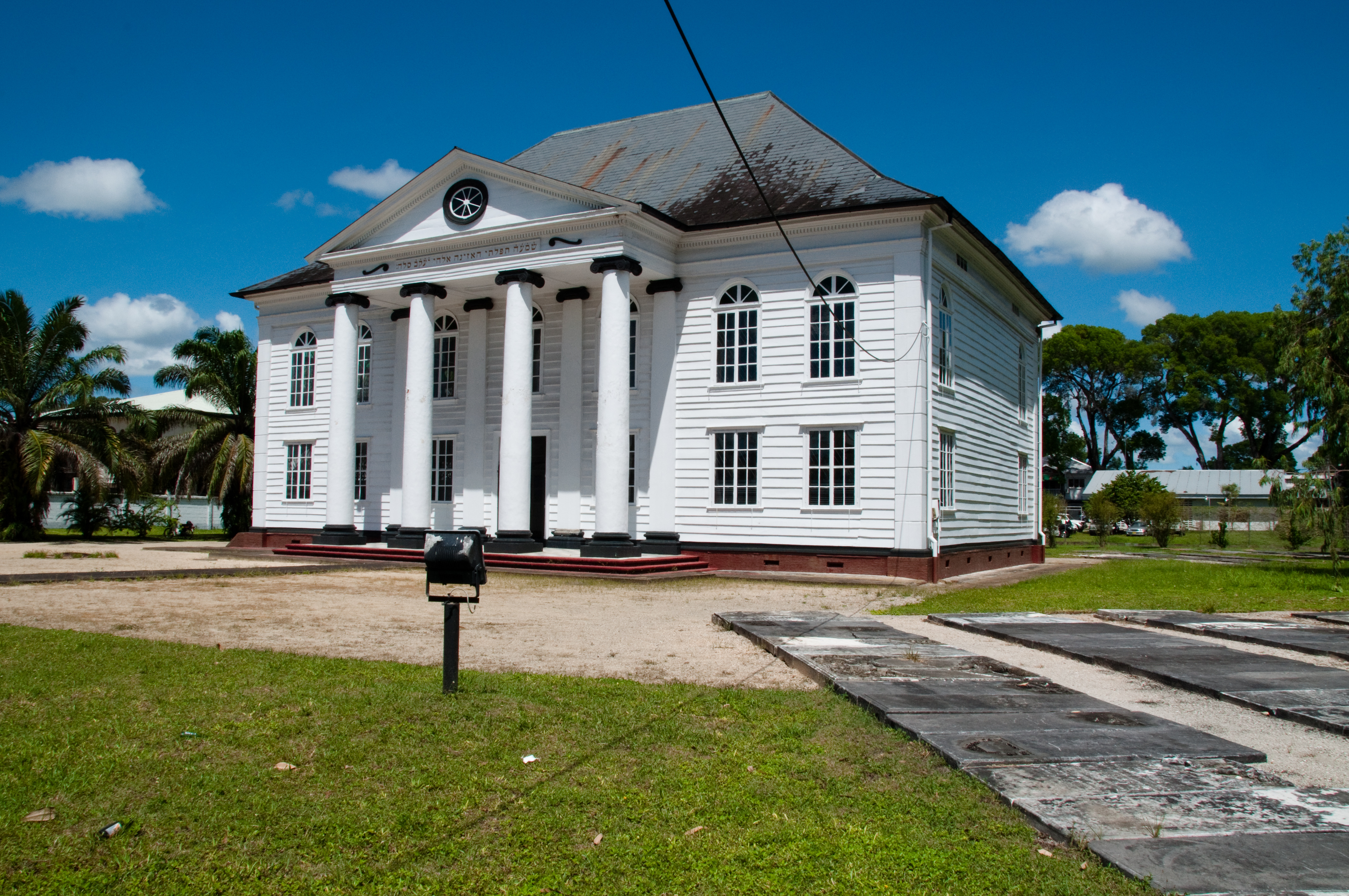
Sinagoga Neve Shalom en Paramaribo, Suriname

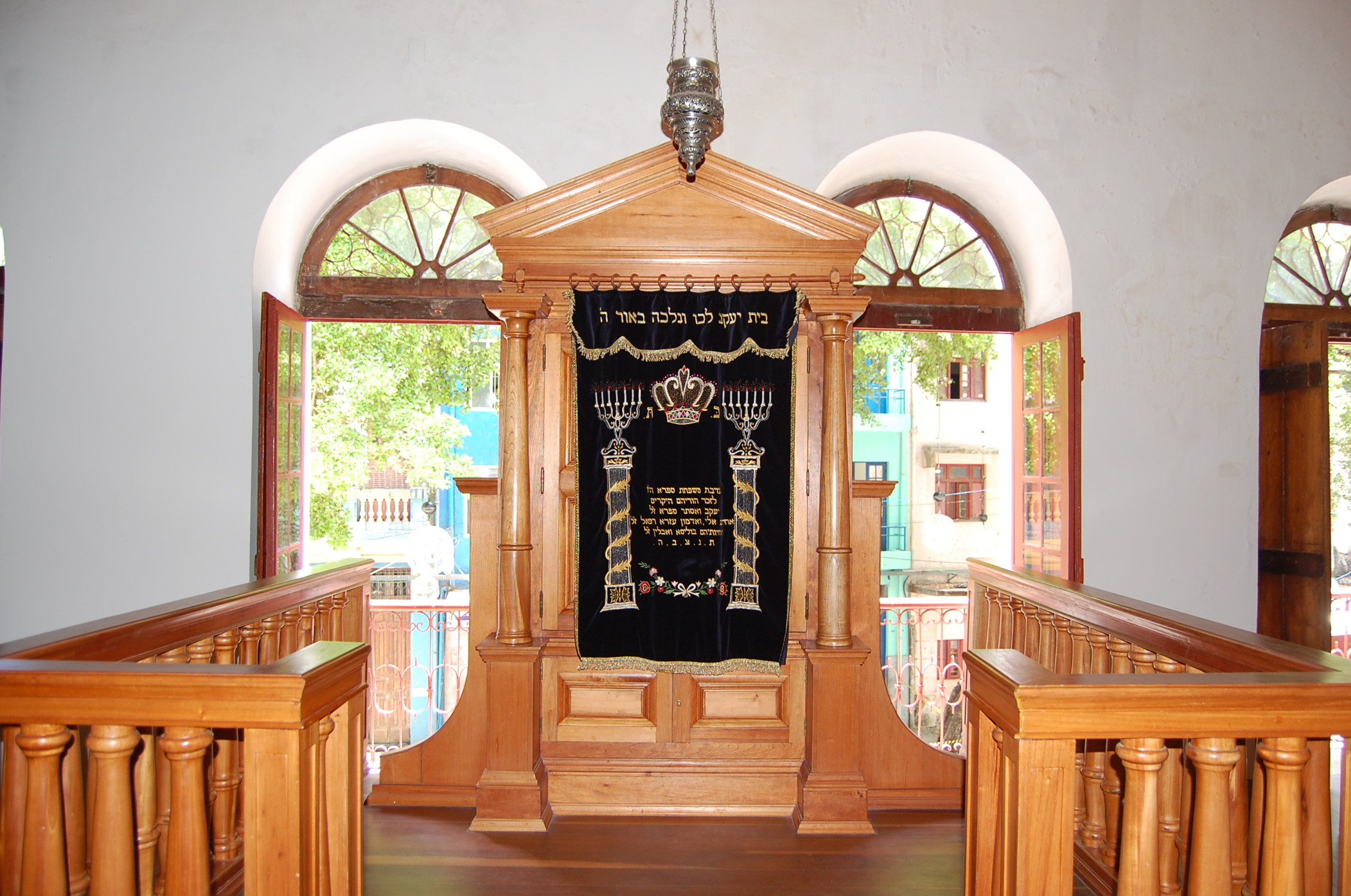
Interior de la Sinagoga Kahal Zur Israel en Recife

| Paramaribo   | Sinagoga Sedek Ve Shalom (1735)              |  | La comunidad se fusionó con Neveh Shalom de judaísmo conservador |
|              | Sinagoga Neve Shalom (1716 to 1735)          |  | vendido a la comunidad judía asquenazí en 1735                   |
| Jodensavanne | Congregación Bereche ve Shalom (1639 a 1832) |  |                                                                  |

#### Brasil
| Recife | Sinagoga Kahal Zur Israel (1637 al 1654) |  | recientemente restaurada en museo y centro comunitario |